# 突變第三型
《怪形》（英語：The Thing）是約翰·卡本特执导、比尔·兰开斯特编剧的1982年美国科幻恐怖片，根据1938年約翰·W·坎貝爾的中篇小说《怪形》改编，讲述美国科考队在南极洲遇到能同化并模仿其他有机体的寄生外星生命“怪形”，大家无法相互信任，因为每个人都可能是怪形变化而来，他们逐渐变得偏执并发生冲突，逐个被怪形吞噬。寇特·羅素领衔饰演科考队直升机驾驶员麦克，其他演员包括威福·伯明莱、TK·卡特、大卫·科列侬、凯斯·大卫、理查德·戴萨特、查尔斯·哈拉汉、彼得·马洛尼、理查德·马苏尔、唐纳德·莫法特、乔尔·波利斯和托马斯·沃特斯。
电影制作的帷幕早在20世纪70年代中期就已拉开，计划比1951年的《怪人》更忠实于原著。《怪形》的导演和编剧换了一拨又一拨，每人都对剧情呈现提出自有构想。主体拍摄从1981年8月开始，约花12星期完成，取景地点包括洛杉矶、阿拉斯加州朱諾和不列颠哥伦比亚省斯图尔特。全片1500万美元预算中有一成由罗伯·博汀制作怪物特效，他的团队将各种化学品、食品、橡胶和机械零件结合，创作出能化身任何形态的外星生命。
影片于1982年上映，起初评价很不理想，“简直垃圾”、“可悲到无以复加”等负面评论铺天盖地，《神奇影院》杂志甚至批评这是史上最令人憎恶的电影。许多评论既称赞电影的特效成就，又批评镜头令人反胃，还有些评论认为片中人物刻画失当。电影的院线放映共进账1960万美元，观众不买账的主要原因包括：《E.T.外星人》等电影的强力竞争、1982年的科幻或奇幻电影市场已经饱和、许多观众刚刚经历经济衰退，对本片的虚无主义基调非常反感。
票房失利的《怪形》失之东隅，收之桑榆，通过录像带出租和电视播映赢得大批观众。随着时代的发展，评论界已将本片重新评估为史上少有的科幻和恐怖片杰作，成为邪典经典。许多电影人声称《怪形》对他们颇具影响，影片也已改编成电视节目和电子游戏。本片催生的跨媒体作品包括：电影上映同年的小说；佛罗里达环球影城的鬼屋旅游景点、圖版遊戲、漫画版续作、同名游戏，以及2011年的同名前传电影。2020年，业界公布翻拍《怪形》的计划。

## 剧情
故事開始一位挪威退伍軍人駕駛直升機在南极洲追杀一只雪橇犬并闯入美国的南极洲研究站。这架直升机着陆后，退伍軍人意外地将其炸毁并大喊挪威語，接著继续向跑入美国研究站的雪橇犬开枪，这一系列举动让在场围观的美方研究人员一头雾水。追杀过程中挪威退伍軍人打伤了一名研究人员，之后研究站主任加里（Garry）找准时机在退伍軍人接近研究站时开枪自卫将他击毙。为了解情况美方直升机驾驶员麦克（R.J. MacReady）和科波医生（Dr. Copper）前去挪威的基地调查，发现那里已烧成一片废墟，还有许多冰冻的尸体。两人还发现严重烧伤但仍然形似人体的畸形尸体，将之带回研究站，生物学家布莱尔（Blair）的验尸结果表明尸体内有正常人体器官。
克拉克将雪橇犬放到狗窝，但他离开后该犬马上变形将研究站其他犬只吞噬。狗发出惨叫引来众人，查尔兹（Childs）用火焰喷射器将变异生命体烧死。布莱尔再度验尸，发现这种生物能够完美模仿其他有机体。美国的研究員利用在挪威研究基地找到的数据发现大型挖掘场，其中包含还有部分深埋地下的外星飞船，从现场看已经被人类挖开少许。诺里斯（Norris）估计外星飞船已被掩埋至少十万年，布莱尔担心这种生命体可以在短短数年内吞噬地球上所有的生命，精神状态已经有些偏执。美国人于是在研究站实施控制措施，减少各人被外形生命体同化的风险。从挪威基地带回的“尸体”突然复活并将独处的本宁斯同化，但过程尚未完成就被温道斯（Windows）发现，麦克又用火将部分变成本宁斯模样的怪物烧死。布莱尔破坏所有运输工具，杀死剩下的狗并摧毁无线电，以防有人想要逃走，甚至一度举枪与众人对峙，随后众人将他制服并关在工具棚。科波医生建议抽取众人血液，比对未受污染的存血，但却发现血库已被摧毁，大家对加里失去信心，麦克开始承担领导人的职责。
麦克、温道斯和纳尔斯（Nauls）发现福克斯烧焦的尸体，推测他是害怕同化而自尽。温道斯返回基地，麦克和纳尔斯去检查麦克的窩棚，纳尔斯在窝棚发现麦克破裂的衣服，觉得他肯定已被同化，于是马上在暴风雪中抛下麦克跑回基地。众人就是否让麦克进来争论不休，但他设法闯进屋内，手持炸药警告其他人。此时诺里斯似乎心脏病发作，科波正准备为诺里斯去顫，但后者的胸口突然裂开，形成巨大的嘴咬掉科波的手臂，科波丧命后，麦克用火枪点燃变成诺里斯的怪物及其试图分裂逃跑的人头怪。克拉克从背后用刀刺向麦克，麦克不得不杀死他自卫。他推断刚刚怪物的头能够与躯体分离逃走，说明它的每个部分都是独立生命体，有求生本能。他随后为众人取血样，并用加热的金属丝测试。帕尔默（Palmer）的血遇热后突然跳起来，他暴露后变形并感染温道斯，麦克只能将两者都烧死。
查尔兹在一旁保持警惕，其他人去检查关在工具棚的布莱尔，但却发现他已经逃跑，还一直在用零件组装小型飞行器。几人返回时发现查尔兹不知所踪，发电机也被摧毁。麦克估计怪物打算返回休眠状态，等待救援队送上门。麦克、加里和纳尔斯决定引爆整个研究站，炸死怪物。但就在他们安装炸药时，布莱尔出现並吞噬加里，纳尔斯也不知所踪。布莱尔变身成巨大的怪兽并摧毁雷管，但麦克用炸药棒成功引爆，基地灰飞烟灭。研究站仍在焚烧，麦克坐在旁边休息，查尔兹此时出现，自称在追踪布莱尔时遇上风暴迷路。两人筋疲力尽，他们承认事到如今，冻死只是时间问题，不信任对方也没有意义，最后一起喝剩下的威士忌。

## 演員表
- 寇特·羅素 飾 麦克
- 威福·伯明莱 飾 布莱尔
- ·卡特 飾 纳尔斯
- 大卫·科列侬 飾 帕尔默
- 凯斯·大卫 飾 查尔兹
- 理查德·戴萨特 飾 科波医生
- 查尔斯·哈拉汉 飾 诺里斯
- 彼得·马洛尼 飾 本宁斯
- 理查德·马苏尔 飾 克拉克
- 唐纳德·莫法特 飾 加里
- 乔尔·波利斯 飾 福克斯
- 托马斯·沃特斯 飾 温道斯

## 制作

### 发展

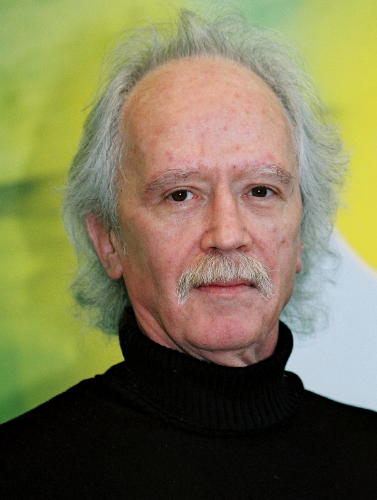
导演約翰·卡本特（摄于2001年）

20世纪70年代中期，制片人大卫·福斯特（David Foster）与劳伦斯·图尔曼（Lawrence Turman）向环球影业提议将約翰·W·坎貝爾1938年的中篇小说《怪形》（Who Goes There?）改编成电影。该书曾改编成克里斯蒂安·奈比（Christian Nyby）执导，霍華·霍克斯制作的1951年电影《怪人》（The Thing from Another World），但该片情节与小说差异很大，福斯特和图尔曼希望新项目更忠实原著。编剧賀爾·巴伍德和马修·罗宾斯（Matthew Robbins）拥有将原著改编成电影的版权，但两人对制作新片不感兴趣，将版权转让给环球影业。威尔伯·斯塔克（Wilbur Stark）曾于1976年从三名华尔街金融人士手中买下23部雷电华电影作品的重拍版权，其中就包括《怪人》，三人不知这些版权还能做什么用，斯塔克的交易条件是一旦拍摄新片，收益将与他们分成。环球影业又从斯塔克手中买下重拍版权，交易条件包括在所有印刷宣传品、海报、电视广告及公司新闻材料中都将他列为执行制片人。
制片人斯图尔特·科恩（Stuart Cohen）是約翰·卡本特的朋友，他于1976年首度邀请卡本特参与本项目，然而卡本特此时的大部分作品都是独立电影，环球影业决定由公司已经签约的《德州電鋸殺人狂》（1974年）导演陶比·胡柏负责。但是，胡柏和编剧搭档金·汉克尔（Kim Henkel）的构想终究无法让制片人满意。此后导演和编剧换过一拨又一拨，其中还包括約翰·蘭迪斯，但都未能突破设想阶段，环球影业因此暂时搁置项目。不过，1979年雷利·史考特大获成功的科幻恐怖片《异形》又令《怪形》脱离冬眠期，同时砍杀电影《月光光心慌慌》（1978年）的大卖也令卡本特加入项目希望大增。
卡本特觉得霍克斯1951年制作的改编电影难以超越，只不过片中怪物塑造还大有可为，所以不大愿意接手。科恩建议他看看原著，卡本特感觉书中外星生物模仿其他有机体的构想令人毛骨悚然，这种特点产生的问题和联想也非常值得探讨。他觉得原著同阿加莎·克里斯蒂1939年的悬疑小说《无人生还》异曲同工，《怪形》的故事对他来说很“及时”，换言之，卡本特自认能像50年代初的霍克斯那样，让电影跟上时代步伐。卡本特很喜欢《怪人》，曾在《月光光心慌慌》中向该片致敬，项目开拍前还曾反复观看。拍摄《月光光心慌慌》时首度与卡本特合作的迪恩·康迪（Dean Cundey）加入新片，《怪形》也是两人第一次参与主要电影公司的大成本项目。
编剧和剧组人员确定后，导演突然又因担心百代影业（EMI Films）马上会开拍《霹雳教头》（El Diablo，1990年）差点退出，他一直对接拍该片很感兴趣。环球影业的制片人一度考虑请导演華特·希爾、山姆·畢京柏或迈克尔·里奇（Michael Ritchie）接手，但《霹雳教头》发展远不及卡本特以为的那样迅速，所以他依然留在《怪形》项目。
环球影业起初定下一千万美元预算额度，其中二十万用于“怪物特效”，这在当时已经创下制片商为怪物电影特效投入金额的新纪录。电影计划在98天内拍完，但拍摄计划需要搭建的外景和内景很多，环球影业制片厂估计即便不考虑后期宣传等开支，电影也需要至少1700万美元才能拍成，单原版剧本中本宁斯之死涉及的大型装置这一项估计就要花掉150万美元。分鏡和美术设计完成后，剧组估计怪物特效至少需要75万美元，环球影业高管与化妆特效设计师罗伯·博汀（Rob Bottin）手下许多工作人员面谈后同意。助理制片人拉里·佛朗哥（Larry Franco）负责确保电影不超支，他把拍摄计划周期砍掉三分之一，下令修改本宁斯死亡的情节减少开支，还取消多个外景拍摄计划。科恩提议将已经摧毁的美国营地再利用，拍摄挪威营地镜头，这又省下25万美元。1981年8月电影开拍时，《怪形》的预算是1140万美元，加上间接费用达到1400万美元。怪物效果最终超支，总额150万美元，部分镜头只能取消，如纳尔斯与“盒形怪形”对峙的桥段。制作接近尾声时，卡本特不得不亲自向环球高管内德·坦恩（Ned Tanen）申请十万美元，用于制作简化版的布莱尔怪形。电影的摄制成本共计1240万美元，加上其他间接成本，总额达到1500万美元。

### 编剧

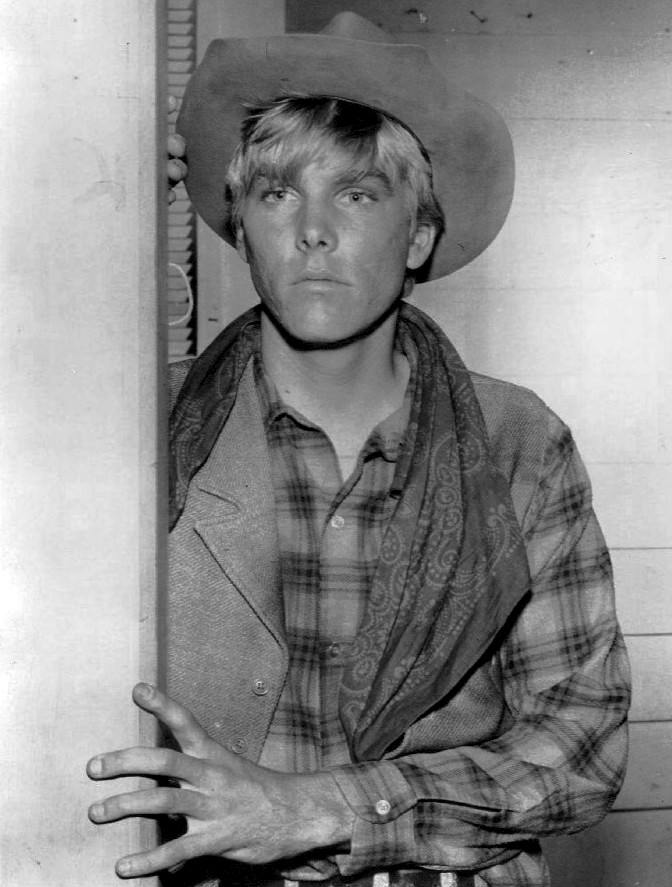
编剧比尔·兰开斯特，摄于1967年

卡本特加入前，已有多位编剧参与《怪形》剧本创作，如1967年小说《罗根快跑》（Logan's Run）的作者威廉·F·诺兰（William F. Nolan）、小说家戴维·威尔茨（David Wiltse），胡柏和汉克尔，后两人合作的剧本至少有部分情节发生在水下，据科恩回忆，该版内容类似《白鯨記》，“船长”的确曾与巨大且不会变形的怪物博斗。对此卡本特在2014年接受采访时称：“他们只是想让故事情节更能获得认可”。卡本特加入时，其他编剧均已退出，他觉得当时的剧本很糟糕，将原著构想改得面目全非，完全忽视怪形善变的一面。卡本特此时刚完成《纽约大逃亡》，正为创作《费城实验》（The Philadelphia Experiment）的剧本伤脑筋，不想再对《怪形》大包大揽，觉得另找人负责更合适。卡本特确定出任导演后，环球影业先后联络多位作家创作《怪形》剧本，如李察·麥森、奈杰尔·尼尔（Nigel Kneale）和德里克·沃什伯恩（Deric Washburn）。
比尔·兰开斯特（Bill Lancaster）曾于1977年与图尔曼、福斯特和科恩会晤，但他感觉三人的打算似乎只是重拍《怪人》，对此兴致缺缺。1979年8月，环球影业再度联系兰开斯特，此时他已看过《怪形》原著，卡本特也已加入项目。兰开斯特表示希望剧本严格忠于原著，制片人对此很满意，决定请他编剧。卡本特很喜欢兰开斯特编剧的《少棒闯天下》（The Bad News Bears，1976年），所以也赞同他加入。电影中许多关键场景都是兰开斯特的构想，如诺里斯化身怪形咬死科波医生，通过验血识别怪形等，卡本特一度表示，上述第二项是他同意执导本片的重要原因。兰开斯特表示，将原著改编成电影的工作对他而言很不容易，这主要是因为原著没有什么动作场面。他还在原著基础上大幅调整部分内容，如将书中37个人物削减至12人，理由是37人实在太多，观众也难以区分，没有足够空间诠释人物特点。他还改变故事结构，采用攔腰法叙事，而不是像小说中那样使用倒叙和追叙。为适应当代观众，书中多个角色改编时经过修改，如小说中的麦克是气象学家，但电影中改成独行侠式的硬汉，剧本中称他“35岁，直升机驾驶员，喜欢象棋，讨厌寒冷，报酬丰厚。”兰开斯特的设想是一人在群戏中脱颖而出成为英雄，而不是从一开始就有萨维奇博士（Doc Savage）一样无所不能的英雄引领众人。
完成30到40页后，兰开斯特在创作电影第二幕期间卡壳，最终共花费好几个月才完成剧本。接下来他与卡本特在北加利福尼亞州过周末，在此期间精校剧本，两人对人物如何表达意见看法不一，同时对比各自对镜头的设想。根据兰开斯特的剧本，片中自始至终怪形极少现身，但在博汀建议下，卡本特决定增加怪形出场密度，以求更大程度震撼观众。兰开斯特的剧本结局本来是麦克和查尔兹都同化成怪形，冬去春来，面对前来救援的直升机，两人对机上人员打招呼：“你好，请问哪儿能吃上热饭？”但卡本特觉得如此结局太过肤浅。兰开斯特一共为本片完成四个版本的剧本。原著小说的最后，人类战胜怪形，但看到飞向其他陆地的鸟类不禁担心它们已遭怪形感染。卡本特决定以幸存者慢慢冻死，避免人类被怪形感染为电影结局，觉得这是英雄的至高境界。兰开斯特根据导演设想写下结局，这样也能避免歪曲或摧毁怪物的《迷離境界》式结局，他还希望在最后两个人物身上营造出模棱两可的氛围，不知道他们是否相互信任，是恐惧还是放心。

### 演员敲定
寇特·羅素确定出演前就已参与本片制作，协助卡本特完成构想。环球影业直到1981年6月才敲定羅素，他也是本片最后确定的演员，此时第二摄制组已经在阿拉斯加州朱诺开拍。卡本特此前已两次与羅素合作，但不打算早早确定请他出演。导演和制片商曾考虑邀请克里斯托弗·沃肯、傑夫·布里吉或尼克·诺尔蒂等演员，但他们有些没空，有些谢绝。山姆·谢泼德虽有兴趣但始终只在观望，汤姆·阿特金斯（Tom Atkins）和杰克·汤普森（Jack Thompson）分别是前期和后期麦克一角的有力争夺者，但羅素最终获选。据卡本特透露，选择罗素一定程度上是因为过去的合作经验证明他很可靠，同时不会因拍摄条件恶劣却步。为满足人物形象要求，罗素花费约一年时间积蓄胡须和头发。制片人为麦克一角还曾联络布萊恩·丹內利（Brian Dennehy）、克里斯·克里斯托佛森、約翰·赫德、艾德·哈里斯、湯姆·貝林傑、杰克·汤普森、史考特·葛倫、弗莱德·沃德（Fred Ward）、彼德·考约特（Peter Coyote）、汤姆·阿特金斯和蒂姆·麦金泰尔（Tim McIntire），这些演员有些不愿主演怪物电影，丹内利后来获选出演科波。每位演员的报酬仅五万美元，但罗素此时更有名气，他的薪水也水涨船高到40万美元。
吉奥菲·侯德（Geoffrey Holder）、卡尔·韦瑟斯（Carl Weathers）和伯尼·凯西（Bernie Casey）都曾是查尔兹的扮演人选，卡本特还一度考虑曾在《纽约大逃亡》中合作过的艾萨克·海耶斯。厄尼·哈德森本来最有望获选，但后来争得角色的是凯斯·大卫（Keith David）。《怪形》是大卫第三次在电影中出演主角，但他的舞台剧演出经验对参演电影不利，剧组人员及其他演员不得不提醒他表演时保持克制，无需把人物所有情绪都表现出来，这其中又以理查德·马苏尔（Richard Masur）和唐纳德·莫法特对他指导最多。马苏尔和大卫在排练时探讨各自角色，觉得两人在片中肯定有些相互反感。剧组决定由当时默默无闻的威福·伯明莱扮演布莱尔，因为他的形象比较大众化，所以只要时机未到，观众就不会对他长时间不出场感到蹊跷。根据设想，布莱尔被怪形感染的时间比较早，但后来很长时间都没有出现，所以观众无从得知他情况如何，又有什么意图。卡本特起初想请當奴·派辛斯饰演布莱尔，但后来觉得他的形象还是太显眼，不适合该角色。·卡特（T. K. Carter）获选扮演纳尔斯，喜剧演员富兰克林·阿贾伊（Franklyn Ajaye）一度表示意向，但他同制片方会晤后开始长篇大论地演说，声称纳尔斯纯粹是模式化观念的产物。

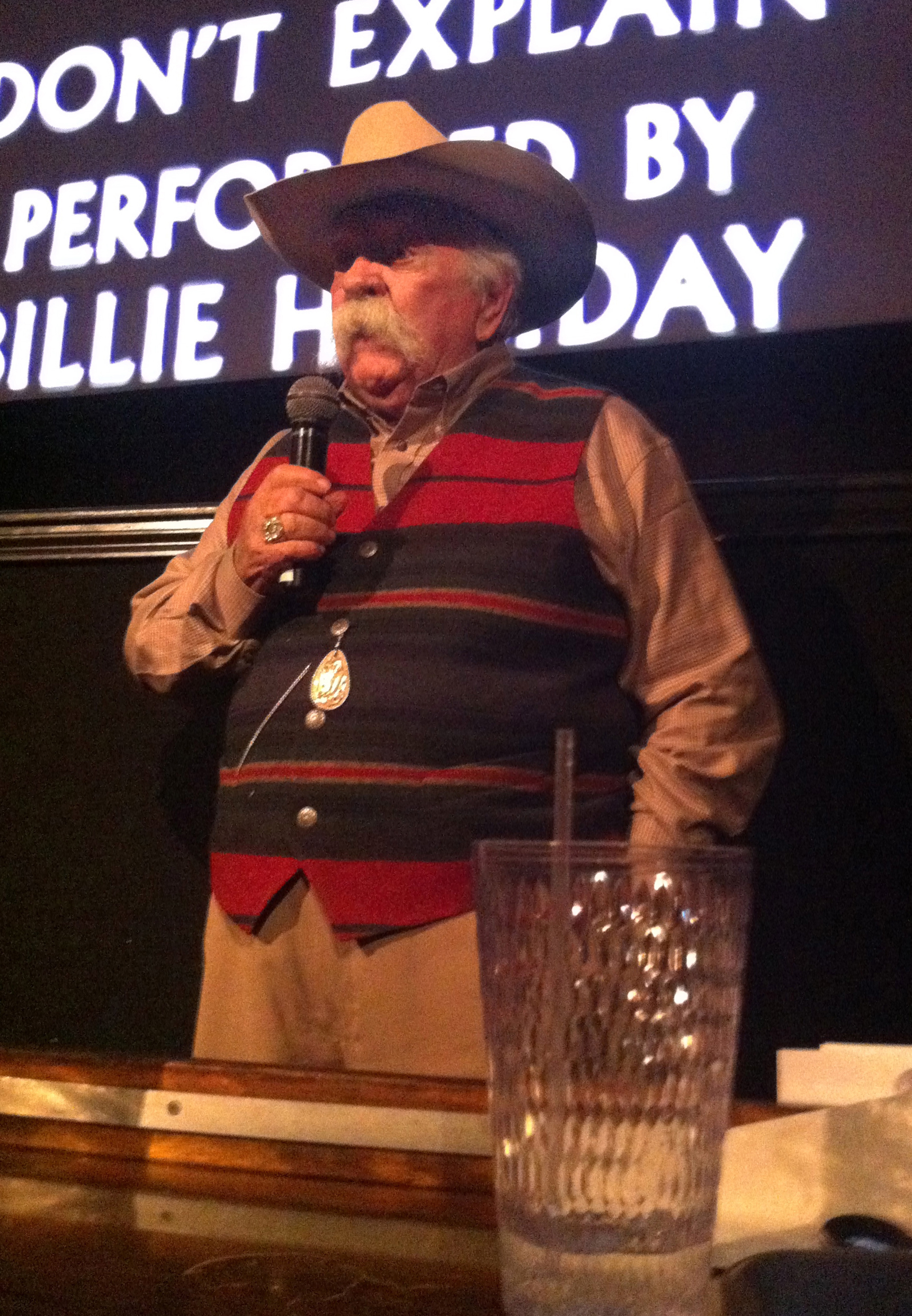
男演员威福·伯明莱（摄于2012年）因形象大众化获选出演布莱尔，这样只要时机未到，观众就不会对他长时间不出场感到蹊跷

博汀一度求爷爷告奶奶地想要出演帕尔默，但他身为化妆特效负责人工作量已经很大，剧组觉得他不可能还在剧中演出。帕尔默有部分喜剧情节，所以环球影业找来喜剧演员杰·雷诺、盖瑞·桑得林和查尔斯·弗莱舍（Charles Fleischer）等人，但最终入选的是大卫·科列侬（David Clennon），他实际上更适合出演正剧。科列侬本是为接演本宁斯而来，不过他对由“蓝领大烟枪”转变成“白领科学家”的帕尔默更感兴趣。鲍尔斯·布思、李·范克里夫、杰里·奥尔巴赫（Jerry Orbach）和凯文·康韦（Kevin Conway）都曾是加里的扮演人选，剧组还曾打算让加里和麦克的年纪接近，所以一度考虑理查德·马利根（Richard Mulligan）。马苏尔也曾争取出演加里，但制片商决定请他诠释克拉克，因为他很喜欢狗，也很喜欢克拉克的台词。排练期间，管理员克林特·罗（Clint Rowe）会把狼狗杰德（Jed）带到片场熟悉众人的声音和气味，马苏尔每天都与杰德和罗在一块儿，这对后来的实际演出颇有帮助，杰德愿意站在他旁边，不至时而查看罗的位置。在马苏尔看来，克拉克对他人不感兴趣，但很喜欢和狗在一起。马苏尔还前往生存主义者开办的商店购买折刀，在拍摄克拉克和查尔兹对峙的桥段时使用。为饰演克拉克，他甚至谢绝出演《E.T.外星人》的机会。威廉·丹尼尔斯（William Daniels）和丹内利都有意饰演科波医生，但卡本特直到最后一刻才决定聘请理查德·戴萨特（Richard Dysart）。
剧本中的温道斯起初叫桑切斯（Sanchez），还曾更名桑德斯（Sanders）。温道斯的英语意指“窗户”（的复数形式），源自演员托马斯·沃特斯（Thomas G. Waites）前来试装时戴着片中人物所配大墨镜的形象。诺伯特·魏塞尔（Norbert Weisser）饰演挪威人，杰德则是片中将狗同化的怪形，但没有在演员表中列出。电影中没有女角色，仅麦克玩象棋时电脑发出的声音是女声，由此时卡本特的夫人阿德里安娜·巴比欧（Adrienne Barbeau）配音。罗素觉得所有人物都是男人很有趣，因为这样男人就不用因为有女人在场装模作样。片中美国人找到挪威人的集体照，上面是福斯特、佛朗哥、兰开斯特及其他多名剧组成员客串出镜。摄影机操作员雷·斯特拉（Ray Stella）走到镜头前协助拍摄针管抽血的镜头，还告诉导演他一点都不怕抽血，这种镜头拍一天都没问题。片头身体探到直升机外，手上挥舞步枪的挪威人由佛朗哥诠释。电影的选角总监是安妮塔·丹恩（Anita Dann）。

### 摄制
迈克·普洛格（Mike Ploog）和蒙托尔·韦布纳（Mentor Huebner）在电影开拍前创作大量分镜。他们的作品巨细无遗，所以电影许多镜头完全照搬分镜布局。康迪促使电影采用变形格式高宽比摄制，觉得这样既可有效利用秀丽风景，又能在镜头中同时呈现多名演员，同时确保画面能形成局促感。变形格式还能在演员身周形成图地反转（negative space）效果，暗示人物旁边、就在镜头没拍到的位置有什么东西潜伏。

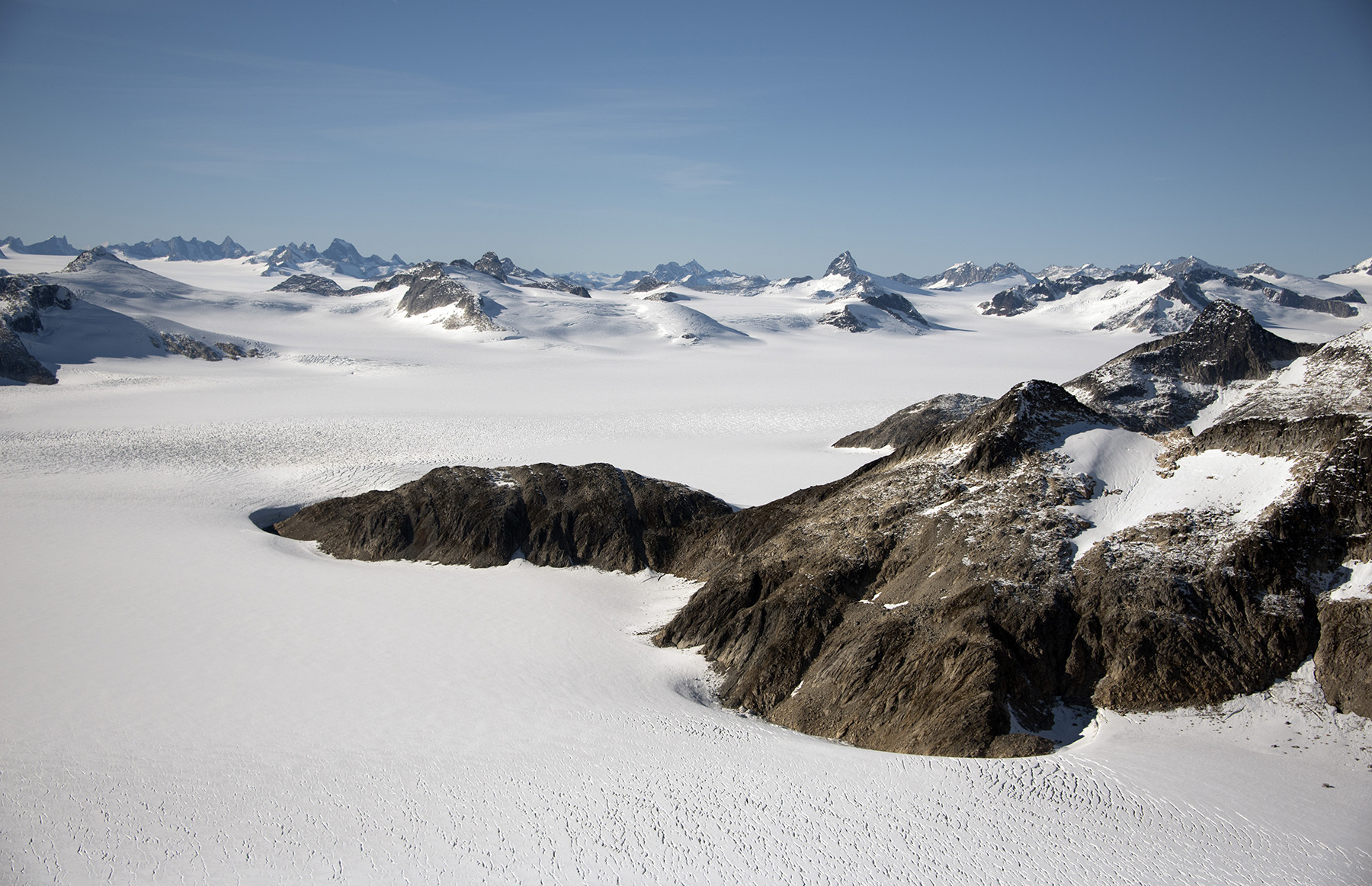
电影的主体拍摄于1981年8月在阿拉斯加州朱諾启动

1981年8月24日，电影在阿拉斯加州朱诺开始主体拍摄，共计耗时约12星期。卡本特想先看到各个镜头的效果，所以坚持要在开拍前彩排两周，考虑到电影成本所限，这样的要求在当时可谓很不寻常。接下来剧组转战环球影城外景地，这里的室外温度超过38°C。搭建的内景由气候调节设备保持在−2°确保工作效果。剧组打算在已有冷藏设施内搭建外景，但能找到的设施都不够大。最后他们尽量收集便携式空调，将舞台封闭，同时利用加湿器和喷雾瓶提升空气湿度。看过已拍镜头的粗略组合后，卡本特很不满意，感觉片中有太多一堆人站着说白话的情节。他改写部分已拍好的户外镜头，在剧组前往不列颠哥伦比亚省斯图尔特继续主体拍摄后重拍。
卡本特决心优先采用真实地点，尽量少用制片厂搭建的取景地，《月光光心慌慌》和《夜霧殺機》（1980年）的成功令他声名鹊起，得以掌控《怪形》这样的高预算项目。堪景员在斯图尔特城外不远处的加拿大沿海找到合适地点，剧组来往方便而且日间风景秀丽。1981年12月2日，约100名来自美加两国的剧组人员前往该地拍摄，路上剧组乘坐的客车因大雪打滑，差点从缺乏护栏的公路边缘掉落，下面是150米高的堤防。摄制期间，部分剧组人员留在附近的矿业小镇，其他人住在波特兰运河（Portland Canal）上的住宿驳船。他们需要通过43公里蜿延曲折的小路开往阿拉斯加州外景地，片中科考站就是在此取景。
阿拉斯加州的外景是在夏天搭建，位于俯瞰冰川的岩石地形上，计划等下雪掩埋石头和外景后开拍。室外和室内的镜头都在这里取景，所以内部温度不能高于冰点，确保屋顶上一直有雪。室外温度实在太低，甚至镜头都会冻结并破裂。室内的温度会导致镜头前起雾，需要好几个小时才能清除，所以剧组只能把摄影机保存在寒冷的环境下。阿拉斯加州的电影摄制受天气影响很大，共持续三个礼拜，暴雪导致部分时日根本无法开工。片尾炸毁科考站的镜头单安装必要的炸药就花掉八小时。
凯斯·大卫在参加拍摄前一天遇上车祸导致手臂受伤，但他次日依然赶到片场，只不过被卡本特和佛朗哥看到肿胀的手后把他送到医院，医生给他缝针治疗。再度抵达片场时，大卫受伤的手上戴有手术手套，外面又套上黑色手套，并涂成接近他的肤色。电影前半截没有出现他左手的镜头。卡本特是在拍完片尾的爆炸镜头后再拍片头的挪威人基地桥段，用损毁的美国科考站充当烧成一片黑地的挪威人营地。炸毁科考站的镜头需要摄影助理站在基地内部，和遥控引爆的炸药距离不远，开拍前再拼命跑出安全距离，其他七台摄影机一起拍下爆炸画面。此时的电影极少在拍摄过程中大量采用特殊效果，导演告诉演员各自角色看到什么东西，演员必须根据导演的描绘来表演，相应特效镜头则要到后期制作时加入。部分镜头利用模型让演员理解情节需要，但其他镜头连模型都没有，演员眼睛看到的不过是墙壁或是上面标以的物体。
因为没有适合本片的现成外景地，所有内景和外景的设计与建造均由美术总监约翰·劳埃德（John J. Lloyd）监督。经康迪建议，镜头中出现的内景都有天花板和管道，令空间看起来更加幽闭而恐怖。

### 后期制作
电影舍去剧本中原有的多组镜头，有些是因为对话太多，拖慢影片节奏或破坏悬念。卡本特认为部分问题浮现是因为他的导演手法，指出片中存在多处提供重复信息的情节。剧本中本来还有人类驾驶雪地摩托追逐雪橇犬的桥段，但因耗资太大被删。片中麦克独白的镜头为剧本所无，卡本特希望借此阐明情节，强调罗素成为众人主心骨后体现出来的英雄特质。据导演透露，兰开斯特在创作群戏时习惯不强调任何角色。《月光光心慌慌》的成功促使许多恐怖片模仿该片恐怖元素，对此卡本特在拍摄《怪形》时力图避免。他还删掉一些兰开斯特剧本中有，并且已经拍出来的镜头，如挪威基地突然掉出来的尸体，导演觉得这种情节太过俗套。片中共有约三分钟根据兰开斯特剧本拍摄的内容用于介绍人物背景。
剧组拍有麦克一边观看挪威人的录像带，一边心不在焉地为充气娃娃打气的镜头，但没有纳入成片，充气娃娃后来用于突發驚嚇纳尔斯。其他被剪的镜头包括各个角色不同的死法，以及更详细的死亡过程。最终成片里观众看到福克斯烧焦的骨头，表明他是在镜头外死亡，但剧组还拍有另一组镜头，显示他的尸体被铁锹钉在墙上。兰开斯特的剧本安排纳尔斯在片尾出现，已经有部分躯体同化成触手，但成片里他失踪后再也没有出现。卡本特竭力寻找合适的表现手段，让观众理解被怪形“同化”到底意味着什么。根据兰开斯特的原有设定，本尼斯被怪形拖到冰层之下，后来尸体分成多块出现在不同地点，同化程度也各不相同。这组镜头需要在环球影业的大型片场搭建外景，还需要动用狗、火焰喷射器和先进的液压系统，剧组认为这样成本太高，所以决定删除。剧组还拍有本宁斯被不知名凶手杀害的镜头，但导演觉得这样处理不能明确说明人物被杀是因为已遭怪形同化。由于时间紧张，又没有搭好的内景留存，剧组又搭起小规模内景，马洛尼（Peter Maloney）身上遍布K-Y凝膠、橙色染料和橡胶触手。为体现部分同化的效果，剧组还为影片制作不同生物形态的怪物手偶。
卡本特为《怪形》拍有多个结局，其中包括更加“快乐”的结局，因为剪辑师托德·拉姆齐（Todd Ramsay）担心试映观众不会喜欢原本惨淡而虚无的结局。“快乐结局”显示麦克获救，并经验血证明他未受感染，但卡本特觉得这样的结局风格实在“俗气”。剪辑师弗娜·菲尔兹（Verna Fields）受命修改结局，加入明确的解释和问题解决方案。剧组最终决定重拍结尾，查尔兹失踪后也没有再出现，所以无需再怀疑他是否被怪形感染，最后的镜头只有麦克一人。新结局的试映反响只比原版略好，剧组同意环球影业的要求改用新结局。但就在院线拷贝投产前不久，制片人、导演及执行制片人海伦娜·哈克（Helena Hacker）认定，与完全没有悬念的明确结局相比，电影最好还是保留一点模棱两可。卡本特最终拍板恢复原有结局，只在科考站爆炸时加入尖叫声，观众可以据此推定怪物已被炸死。据导演回忆，环球影业高管西德尼·希恩伯格不喜欢这样虚无主义的结局，称：“想想观众如果看到怪形死亡，并以巨型管弦乐队伴奏，效果会怎么样”。卡本特事后指出，原版和查尔兹不再出现的新版结局试镜反响都很差，他觉得这主要是因为电影在英雄塑造上做得还不够。

### 音乐
卡本特希望《怪形》带有欧洲音乐风格，故而邀请恩尼奥·莫里科内作曲。导演为此飞往罗马与作曲家面谈，说服他接受。莫里科内飞抵洛杉矶录制曲目时已经备有磁带，其中包含一系列合成音乐，因为他不确定导演想要什么风格。除合成音乐外，作曲家还写下完整的管弦乐谱，以及两种音乐融合的曲谱，深知最后一种应该是卡本特的首选。卡本特所选音乐和他自创的音乐类似，成为《怪形》的主题音乐，在片中时时响起。他还向莫里科内播放《纽约大逃亡》的配乐作为示范，作曲家反复试验，令配乐尽可能贴近卡本特的作曲风格。莫里科内为《怪形》谱写的音乐全长约一小时，但大部分都未使用，只是后来随电影原声带一起发行。卡本特与经常合作的艾伦·霍华斯（Alan Howarth）分别创作部分合成风格曲段在片中使用。据莫里科内在2012年回忆：
我曾询问（卡本特），既然他已经自创电子音乐，准备与助手编辑后用进电影：“你都打算自己动手，干嘛还找我？”他的回答让我颇感意外：“我和你的音乐结婚了，所以打电话给你。”……后来他让我看到电影（《怪形》），等到我作曲的时候，他就这么跑啦，好像羞于让我看到他的音乐一般，我们也没有（就音乐）交换意见。我的创作过程完全自主，没有他的干预。我从1982年开始根据自身经历创作多段曲目，其中还有一段是电子音乐，最后（卡本特）选的就是电子音乐。
对此卡本特称：
（莫里科内）没有看过电影的任何镜头就独立完成管弦乐曲编排，还录好20分钟的音乐让我自行决定如何运用。我把他的曲段插入电影，发现有些地方、特别是情节比较紧张的桥段与配乐很不搭……（于是）我私下离开几天，录制部分音乐到片中使用。就是一些非常简单的电子音乐，基本上只有音调，算不上真正的音乐，更像是背景声音，按今天的标准，你可能会以为是音响效果。

## 设计

### 怪物特效
《怪形》的特效大部分由博汀设计，他曾与卡本特在《夜霧殺機》合作。博汀于1981年中期加入项目，此时前期制作已经开始，但外星生命设计尚未定型。画家戴尔·库珀斯（Dale Kuipers）虽已创作部分怪物外型的绘画，但他还没来得及与博汀进一步探讨就因车祸住院。卡本特本来打算把怪形塑造成单一形象生命，但博汀建议让怪物拥有持续变化的能力，看起来可以像任何生命。卡本特起初觉得这样的构想“太古怪”，要求博汀先与普洛格合作画出草图。众人一致同意，怪形能够完美同化他人，其他人无法从外貌分辨。众演员彩排时花费数小时讨论人物知道他人是怪形所变，科列侬认为这根本无关紧要，因为怪形变成的人无论行为、外貌还是气味都和之前一模一样。博汀手下最多时有35名画家和技术员，对于他来说，同时和这么多人合作非常不易。为更有效地管理团体，他聘请曾在1981年电影《破胆三次》（The Howling）中合作过的特效制作人埃里克·詹森（Erik Jensen）专门负责特殊化妆效果组。博汀手下工作人员还包括机械部主任戴夫·凯尔西（Dave Kelsey）、化妆部协调员肯·迪亚兹（Ken Diaz）、模型制作师冈纳·费迪南森（Gunnar Ferdinansen），负责绘画和发型管理的玛格丽特·贝塞拉（Margaret Beserra）还是博汀的老友。

怪形同化狗的镜头。剧组邀请斯坦·温斯顿协助制作这段特效，镜头上的东西实际上放置在高架上，由木偶操作员在下面操控

对于怪形不同形态的设计博汀表示，这种生物已经遍布银河系，所以能按需调节身体机能，如胃部突然转变成大嘴，头部长出蜘蛛腿等。工作的压力导致博汀做梦时都忙于设计，醒来时还会把有些设计用笔记下来。他曾设计许多死亡的怪物幼体，但剧组未予采纳，觉得“太恶心”。博汀自认一点都不知道他的构想要如何落实，但卡本特依然照单全收，称“我最不能接受的是：电影（中的怪物）最后看上去就是人穿上什么特别的衣服......我从小到大看过很多科幻怪物片，每部都在玩这种把戏”。另据康迪回忆，博汀对自有设计非常敏感，还担心电影中出现的怪物镜头太多。为了提前应对任何审查制度，博汀一度建议用不同颜色令怪物剧烈变形及其体内器官的镜头看上去更显荒诞。最终剧组决定淡化血液和内脏和颜色，只不过此时电影摄制已经完成。片中的怪物特效是用多种材料达成，如蛋黄酱、奶油玉米、用微波炉处理过的泡泡糖，以及凝膠。
电影拍摄期间，还只有21岁的博汀一度因工作太过繁重导致体能消耗太大、双侧肺炎和溃疡出血入院治疗。据本人表示，他总是“囤积工作”，许多复杂的任务都选择亲力亲为。博汀对项目非常投入，甚至住在环球影城外景地超过一年。他还表示，那时连一天假都没休过，直接就在搭建的内景或更衣室睡觉。为减轻团队工作压力，博汀邀请特效设计师斯坦·温斯顿协助完成部分设计，并以狗同化而成的怪形为主。由于没有足够时间制作复杂的机械生物，温斯顿决定采用手偶。先以化妆师兰斯·安德森（Lance Anderson）的手臂和头部为模型制出铸件，围住油基粘土雕成的狗形怪形。最后制出的泡沫乳胶布偶戴在安德森身上，上面还有无线电控制的眼珠和电缆控制的腿。布偶放在搭建狗窝的高架上，人员在下面操纵。这组镜头共花费两天时间拍摄，在此期间布偶中的粘液会漏到安德森身上，他还不得不戴上头盔，以免被用于模拟枪声的爆管炸伤。安德森将触手送入狗形怪形体力，拍出的镜头再倒放，营造触手在躯体上滑动的效果。温斯顿谢绝剧组将他的名字列入本片特效师，坚持让博汀独享功劳，最后剧组在影片字幕中以文字向他致谢。

怪形同化的诺里斯（图）。剧组请来双臂截肢的残疾人并装上假臂，这样就能拍摄双臂被胸口所变大嘴“咬掉”的效果

诺里斯在对峙期间似乎心脏病发，科波医生准备去颤急救，但诺里斯实际上已被怪形同化，胸口突然转变成巨大的嘴，咬断科波的双臂。为拍出这组镜头，博汀请来双臂截肢的残疾人，装上蜡制骨头、橡胶静胶和果冻一起制成的假臂。接下来演员将两只假臂伸进胃部形成的大嘴内，机械控制的大嘴咬合，演员再退开，将假臂扯断。为拍摄诺里斯怪形头部与躯体脱离逃生的镜头，博汀经过好几个月的反复测试，最后终于认定效果已经可以拍摄。这段镜头需要用到火焰特效，但剧组此时还不知道布偶内部橡胶泡沫化学品产生的烟雾可燃，结果火将烟雾引燃，形成大火球将布偶吞没。火焰拍灭后，布偶损伤尚不严重，剧组也成功拍下整段镜头。片尾麦克与巨型布莱尔怪形对峙的桥段由定格动画专家兰德尔·威廉·库克（Randall William Cook） 制作，他先制作外景地的微缩模型，再用广角镜头拍下怪物的定格动画，但卡本特觉得效果不够真实，片中最后使用的只有几秒钟。真正的布莱尔怪形布偶需要50人协同操纵。
剧组原计划将摄像机固定在可旋转平台上拍摄帕尔默同化而成的怪形，以便拍出怪形走上墙壁并在天花板上移动的效果，但后来还是因成本太高放弃，改将地板制成科考站天花板的样子，再让特技替身跳上去。麦克用火焰喷射器点燃帕尔默怪形的镜头是由特技演员安东尼·塞塞雷（Anthony Cecere）假扮，身上着火后前冲撞破科考站的墙壁。

### 视觉特效和照明
康迪与博汀合作，判断每种怪形应该配合什么程度的照明。他觉得博汀的作品非常细致，所以想要详细展示，但又担心展示太多会导致观众看出怪物都是人造，导致镜头穿帮。剧中人物每次遇到怪形都是在计划好的空间内，这样就能使用一系列小型照明设备突出怪形模型的表面和纹理。康迪将怪物身后的位置照亮，以呈现其整体轮廓。他和松下電器及其他几家公司合作开发能在不同胶卷速率下自动调整曝光度的摄影机。康迪还希望能用高速和慢速拍摄怪形镜头，觉得这样应该能营造更有意思的视觉效果，但这已经超出当时的技术局限。康迪用悬挂在头顶上的暖光灯为室内照明，并将灯装在圆锥形遮挡物内营造明暗对比，方便在拍摄时按需调整亮度，保持室内依然有黑暗区域。室外一直用康迪在发现同场跑道使用的蓝色冷光灯照亮，雪表面的反射作用和蓝光一起营造冰天雪地的感受。剧组还通过演员使用的火焰喷射器和照明弹，营造动态照明效果。
剧组原计划把《怪形》拍成黑白片，但环球影业觉得这不利于销售电影播映版权。康迪于是建议尽可能把颜色的饱和度与亮度调低。外景内部刷成灰色等中性色，许多道具同样涂成灰色，服务则是棕、蓝和灰色搭配，再依然照明增加其他颜色。阿尔伯特·惠特洛克（Albert Whitlock）为电影提供磨砂质感的背景画，如片头美国人发现巨型外星飞船埋在冰下的画面。麦克走进埋有外星人冰洞的镜头是在环球影城外景地摄制，画面周围的外星飞船、直升机和雪实际上都是绘画作品。
卡本特的朋友约翰·沃什（John Wash）曾为《纽约大逃亡》制作片头计算机模拟画面，本片中演示怪形同化其他生物器官的计算机程序也是他设计。片头字幕前逼近地球的外星飞船由制模师苏珊·特纳（Susan Turner）建造，上面有144盏频闪灯。德鲁·舒赞（Drew Struzan）只用不到24小时就画出海报，此前对本片所知甚少，只听过简短介绍。

## 发行

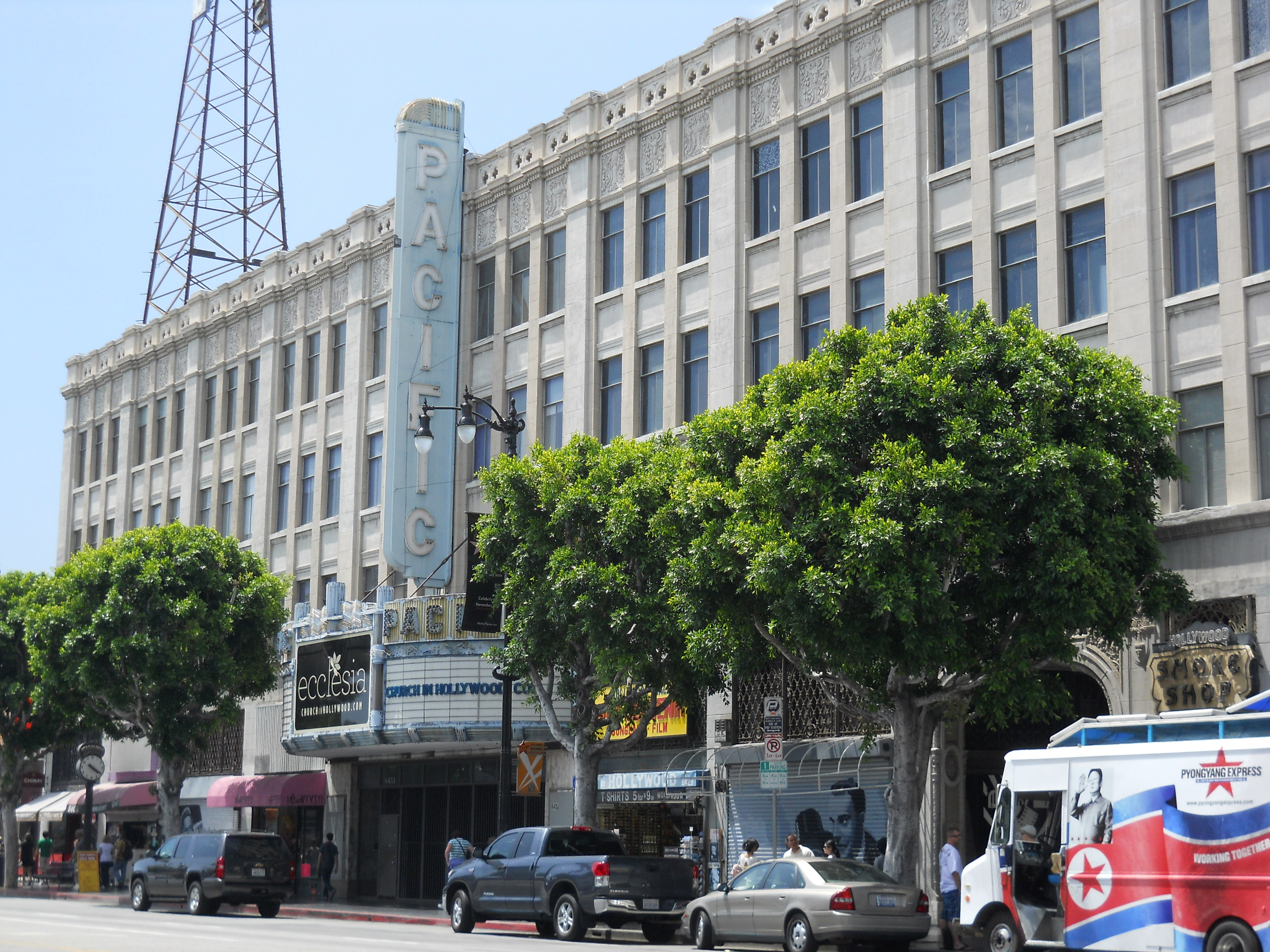
《怪形》的特别首映礼在好莱坞太平洋剧院（图）举办，黑暗女主艾薇拉主持

本片特效制作的保密效果很好，在1982年初引来电影放映商关注，希望能确定《怪形》是足以吸引观众的一流制作。科恩和福斯特与特聘编辑合作，结合环球影业音乐素材库制出20分钟的创意混剪，突出电影的动作场面和悬念效果。他们利用没有用在成片中的镜头，同时尽可能避免展示特效。观看混剪短片的放映商都是男子，对短片印象甚佳，环球影业高管罗伯特·雷姆（Robert Rehme）告诉科恩，公司预计《E.T.外星人》只能吸引儿童观众，对《怪形》寄予厚望。电影收尾后，制片商将统计调查结果发给导演，显示过去半年间喜欢恐怖片的观众数量已减少七成，卡本特觉得这意味着他应该调低对电影放映成绩的期望。他还在市场调查试映后询问观众看法，观众询问：“最后到底是怎么回事儿？到底谁是怪形……”卡本特表示这完全取决于观众的自行想象，对方于是回答：“天呐，我不喜欢这样。”
看到《E.T.外星人》放映现场的热烈反响和观众对《怪形》预告片冷漠的反应，福斯特便知道：“我们死定了”。电影公共预映反响不佳，促使环球影业将制片人批准的阴暗黑白宣传画换成人物面部发光的彩色图像，宣传标语由斯蒂芬·弗兰克福特（Stephen Frankfort，《异形》宣传标语“太空里没人能听到你的尖叫”也是他创作）创作的“人体是最温暖的藏身处”改成“终极异形恐怖”，希望借此吸引喜欢《异形》的观众。卡本特最后还想把片名改成与原著小说相同，但未能落实。电影发行前一周，卡本特带着电影片段登上《大卫·莱特曼晚间秀》（Late Night with David Letterman），抓紧最后的时间宣传。1981年，恐怖杂志《疯哥利牙》（Fangoria）举办竞赛，鼓励读者画出他们想象的怪形模样参赛，获奖者能够前往好萊塢環球影城参观。电影首映当天，好莱坞太平洋剧院（Hollywood Pacific Theatre）举办特别首映礼，黑暗女主艾薇拉主持，装扮成怪物的观众可以免票入场。

### 票房
《怪形》于1982年6月25日在美国发行，第一个周末共在840家电影院收入310万美元，平均每家3699美元，在周末票房榜上排第八，落后上映第四周的超自然恐怖片《鬼哭神號》（410万美元），领先动作片《未来先锋》（Megaforce，230万美元）。上映三周后，电影跌出票房榜前十，最终1500万美元预算换来1960万美元票房，在1982年票房榜上仅排第42，虽算不上票房炸弹，但也绝对不算成功。
文化史学家和评论家从本片上映时就开始分析电影无法吸引观众的原因。卡本特在1999年接受采访时称，1982年美国正逢经济衰退，观众还不能接受《怪形》虚无而压抑的视角。电影上映时，叫好又叫座的《E.T.外星人》刚发行两周，以更加乐观的角度看待外星人来访，适合全家人一起观赏。该片票房高达6.19亿美元，是《怪形》最强有力的竞争对手，卡本特也称《E.T.外星人》与他执导的电影完全相反。《怪形》和科幻电影《银翼杀手》在同一天上映，该片首周末营收610万美元，仅次于《E.T.外星人》位居第二，最终总票房3380万美元，当时也属票房口碑一败涂地的作品。还有观点认为，1982年的科幻和奇幻电影已经过度饱和，如《野蛮人柯南》（1.3亿美元）、《鬼哭神號》（1.217亿美元）、《疯狂的麦克斯2》（3450万美元）、《星际旅行II：可汗怒吼》（9700万美元）和《電子世界爭霸戰》（3300万美元）。部分文章认为环球影业的营销手段不力，完全无法同这年暑期其他大片的宣传手段竞争。
《怪形》的电影分极为级，所以未满17岁观众只能在成人陪同下进场，这也是影片票房不佳的重要原因。相比之下，《鬼哭神號》为级，能够满足合家欣赏的要求，小观众也能单独进场。

### 专业评价
电影上映后评价不佳，针对片中愤世嫉俗且反威权的基调，以及重口味特效的批评尤为强烈。《神奇影院》（Cinefantastique）杂志在封面大标题报导《怪形》，上面印出设问：“这会不会是史上最令人憎恶的电影？”部分评论毫不留情地宣称这是“80年代典型的白痴电影”、“简直垃圾”，“可悲到无以复加”。艾伦·斯宾塞（Alan Spencer）在《星志》（Starlog）发文，称《怪形》是“冷酷且经过消毒”的恐怖片，试图利用科幻观众的热忱大赚一笔，妄想和“《E.T.外星人》的乐观、《星际旅行II：可汗怒吼》的回归承诺、《電子世界爭霸戰》在技术领域的精益求精，以及《银翼杀手》的纯粹和气节”唱反调。
评论批评电影剧情“无聊”，对特效也持否定态度。《洛杉磯時報》刊登琳达·格罗斯（Linda Gross）的文章，称《怪形》“丧失人性、令人深感绝望和虚无”，而且缺乏情感，仿佛对各人物的死漠不关心。斯宾塞批评影片在保持剧情连贯上过于草率，毫无节奏感，而且缺乏温暖和人性。《新闻周刊》的大卫·安森（David Ansen）批评本片将特效应用和悬念营造混为一谈，为制造血腥镜头不惜牺牲一切，导致电影缺乏足够的戏剧张力。戴夫·基尔（Dave Kehr）在《芝加哥读者》（Chicago Reader）发表评论，认为影片对白过于平淡，即便打乱顺序或是换个人来说也没区别，不同人物的形象和话语雷同。《华盛顿邮报》刊登加里·阿诺德（Gary Arnold）的文章，认为本片一开头就让怪形完全占领挪威人基地的构想颇为机智，比1951年版的套路高明。《纽约》杂志的戴维·丹比（David Denby）批评电影仅从外部角度展示怪形威胁，没有关注人物对他人可能已被同化的感想。罗杰·伊伯特认为《怪形》很恐怖，但除特效以外没有任何原创内容。文森特·坎比（Vincent Canby）在《纽约时报》发文，声称只有那些想要看到人头上长出蜘蛛脚和解剖犬类尸体镜头的观众才会欣赏本片。
大部分评论肯定演员的表演，但批评电影对人物的刻画。伊伯特认为片中角色缺乏特点，个个都是固定模式的产物，唯一的作用就是等着被杀；斯宾塞认为演员虽已竭尽全力，但各人物依然平淡无奇。《時代雜誌》刊登理查德·希克尔（Richard Schickel）的评论，认为罗素塑造的坚定英雄形象还算成功，但其他人物就没有给人留下什么印象；《综艺》杂志的评论认为，片尾的“自杀式”态度导致罗素英雄形象大打折扣。其他评论批评部分情节太显虚假，如人物单独一人四处闲逛。基尔就批评各人不知联合起来对付怪形，多篇评论进一步指出，片中缺乏友谊和浪漫元素，阿诺德认为这导致电影只剩下特技能引起观众兴趣。
评论一方面称赞电影特效技术精湛，另一方面又批评特技镜头在视觉上令人反感而且有些过火。评论称赞博汀的作品堪称天才，新颖的设计令人难忘，“色彩鲜艳到可怕”，赞扬他是“骇人听闻（场面）的大师”。阿诺德认为胸口咬人的镜头“创意惊人”，随后头部与躯体分离的桥段更是“疯狂到可怕”，认为可与《异形》中胸口爆出小异形和断头镜头相提并论。《综艺》杂志认为《怪形》是史上“最生动的恐怖片”。但是，坎比觉得这些镜头恶头多于恐怖，感叹恐怖片似乎出现人体破口越来越大的猥亵趋势。斯宾塞认为特效将博汀对工作的细心和自豪感体现得淋漓尽致，但他和希克尔都觉得没有强有力的剧情和人物支撑，这些特效最终喧宾夺主，纯属浪费。坎比对特技印象不佳，觉得看上去太“虚假，令人作呕”。坎比和阿诺德指出，怪形没有可供识别的独有形态，还能藏身他人体内，这其实上对电影不利，观众难以理解。阿诺德声称1951年版虽然技术手段远远不及，但至少不那么容易导致观众走神儿。
格罗斯与斯宾塞交口称赞本片的技术成就，特别是康迪令人感觉要被冻伤的摄影，还有音效、剪辑和莫里科内的配乐。但斯宾塞批评导演的处理手法，声称卡本特只是“徒劳”地想要呈现自以为观众会喜欢的内容；在他看来，卡本特不适合执导科幻片，只适合导演“交通事故、火车失事和公开鞭刑”。安森声称，卡本特的风格便是如此，是“为暴行而暴行”的病态。
许多评论将《怪形》与其他电影对比，特别是《异形》、《人体异形》（Invasion of the Body Snatchers，1978年）和《怪人》。伊伯特和丹比认为另外几部电影对情节的把握更到位，《怪形》看起来就像画虎不成反类犬的衍生作品。《综艺》批评本片不及1951年版。阿诺德认为《异形》令观众对恐怖的期待提升，《怪形》便是这种提升趋势的产物。
《怪人》的导演克里斯蒂安·奈比和男主角肯尼斯·托比（Kenneth Tobey）也发声批评本片。奈比称：“想看血就去屠宰场呗……总而言之，这就是珍宝威士忌的绝佳广告”。托比特别谴责片中视觉特效实在过火，甚至“会抹灭观众对人物的印象......这些特效本身似乎就成了电影，而且实在有些恐怖过头”。据菲尔·哈迪（Phil Hardy）1984年的著作《科幻》（Science Fiction）记载，有评论称《怪形》“失败程度令人惊讶”，是“卡本特至今最令人不满的电影”。评论指出，电影剧情“似乎只是展示各种特效的借口”，与1951年霍華·霍克斯版《怪人》中托比的饱满形象相比，罗素的英雄面貌最多算是个符号，而且还不怎么明显，大概只能算暗号。科列侬认为，原本拍摄的人物介绍戏码在片中省略，观众进而难以迅速理解角色，导致电影无法像《异形》那样吸引更多观众。

### 奖项
《怪形》获土星奖最佳恐怖片和最佳特效奖提名，但分别不敌《鬼哭神號》和《E.T.外星人》。此外，影片还获金酸莓獎最差配乐奖提名。

## 发行后

### 短期影响
《怪形》失败立即影响卡本特的事业，他为此失去导演1984年科幻片《凶火》（Firestarter）的机会。过去多部作品的成功本已促使环球影业同他签署多部电影合同，但《怪形》之后，该公司甚至决定花钱取消合约。此后卡本特继续拍片，但已信心全無，连续几年都没有在公开场合提及《怪形》，直到1985年接受《星志》采访时才表示，一度有人称他“暴力狂......我完全没想到会有人这么看待（《怪形》）......《怪形》只不过太超前，我知道会有些超前，但没想到会到这个程度......我对公众品味考虑不足”。电影上映后不久，威尔伯·斯塔克以“诽谤、违约、欺诈和诈骗”起诉环球影业，索赔4300万美元，声称环球公司没有在宣传材料适当位置列出他的名字，只是在不够显眼的片尾字幕中出现，导致他蒙受经济损失。斯塔克自称对《怪形》剧本贡献很大，但福斯特指出，斯塔克完全没有参与电影制作，他的每项贡献都已对应适当功劳。斯塔克后来又针对福斯特的说法索赔1500万美元，不过两起案件的结果尚不明确。

### 家用媒体
虽然票房失利，但《怪形》失之东隅，收之桑榆，通过家用媒体和后来的电视播映赢得大批观众。经过西德尼·辛伯格（Sidney Sheinberg）剪辑，电影增加部分情节并变更结局后在电视上播出，新结局是怪形变成狗逃离炸毁的营地。卡本特对电视版不以为然，称这是辛伯格对他的报复，因为辛伯格曾对电影版提出创意，但卡本特没有采纳。
《怪形》的DVD于1998年面世，其中的附加内容包括：详细介绍电影制作过程的纪录片《怪形：恐怖成形》（The Thing: Terror Takes Shape），删除或变更版本镜头，以及卡本特和罗素的评论音轨。2006年问世的版花絮内容相同，2008年的藍光光碟版只有导演和男主角的评论音轨，加上电影播放时通过画中画呈现的幕后花絮。2016年的藍光光碟提供2K解析度修复版电影，修复过程由康迪督导，花絮包括上述纪录片、评论音轨，加上演员和剧组成员采访，分别关注配乐、编剧、剪辑，普洛格分镜画作的视频片段，还有采访艾伦·迪恩·福斯特（Alan Dean Foster）的内容和电视版《怪形》，其中福斯特是电影改写小说的作者，电视版则比电影版短15分钟。2017年发行的藍光光碟提供4K解析度修复版电影，仅在英国限量发行八千套。该修复版采用原版电影底片制作，过程由卡本特和康迪监督。
唱片于1982年发布《怪形》原声带，瓦雷兹·萨拉班德唱片公司（Varèse Sarabande）后在1991年重新发布雷射唱片和卡式录音带。这些版本后来逐渐停产。2011年，霍华斯与拉里·霍普金斯（Larry Hopkins）利用最新数字技术修复莫里科内的配乐，并将各曲目按电影中的顺序排列。新版唱片还包含卡本特与霍华斯为本片创作的曲目。2017年2月23日，本片配乐的修复版黑膠唱片面世，属豪华收藏版，其中包括卡本特的独家采访。2020年5月，迷你專輯《迷失线索：怪形》（Lost Cues: The Thing）发布，其中包含导演为影片创作的配乐，但因母带遗失，这些音乐都是重新录制。

### 主题分析
偏执和怀疑是《怪形》的核心主题，影片归根究底是讲述小型团体内部的信任如何遭到侵蚀，这种怀疑由各种各样的偏执引起，如他人可能不是自称的那个人，最好的朋友可能恰恰是敌人。这些情绪代表人类对他人永远怀抱的疑虑，以及对熟人背叛、甚至被自身肉体背叛的恐惧。偏执不会因年龄变化消失，所以上述主题能够经受时间的考验。《怪形》着重描述人物无法信任同僚的处境，这还能理解成对整个机构的不信任。
电影发展及上映期间，美国和苏联正处冷战的紧张时代，片中部分情节意指相互保證毀滅的核毁灭威胁。丹尼尔·克拉克森·费舍尔（Daniel Clarkson Fisher）指出，麦克下棋被將死后将电脑砸毁，他发誓毁灭怪形时甚至愿意以牺牲所有队员为代价。冷战式的孤立主义思想已经伤害团队，缺乏信任更将其完全摧毁。迈克尔·爱德华·泰勒（Michael Edward Taylor）在网站发文，将《怪形》与红色恐慌的非难和麦卡锡主义联系起来，剧中人物最大的恐惧是怪形侵袭人类居住区，就像反共主义者担心共产党会“感染”文明地区，进而同化和模仿。《偏锋杂志》刊登约翰·林桑（John Lingsan）的分析，认为剧中人物体现出一定的“疲劳反文化主义”，这种情绪是在越南战争（1955至1975年）结束后出现，主要表现为反对传统社會規範，每个人都有各自的怪癖。

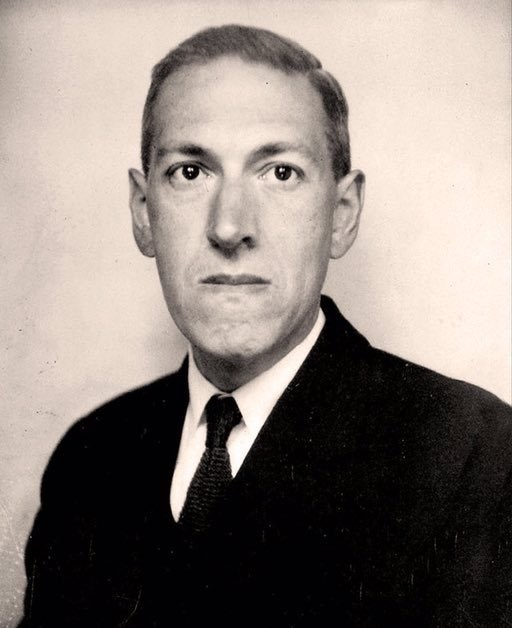
作家霍华德·菲利普斯·洛夫克拉夫特（图）的作品对本片颇具影响。怪形坐无常态，立无定形，与洛夫克拉夫特笔下无法形容的超凡力量异曲同工

兰开斯特有意在剧本中避免女角色，因为他认为女角色无可避免地会成为恋爱对象，进而肯定会沦为他人的负累。诺亚·贝拉茨基（Noah Berlatsky）通过《大西洋》杂志指出，《怪形》没有女角色，这已经与典型的恐怖片不同，人物对怪形的恐惧可以理解成害怕自己不被当成男人，被当成同性恋。电影情节也反复证明上述观点，怪形的同化涉及侵入（插入）、触手，诺里斯变成的怪形胃部张开，生出他的复制品。砍杀电影偏爱女明星，因为女人被视为弱者，因此更容易让人产生同情，这样女人打败大反派时就能让观众的情绪宣泄释放，但电影《怪形》根本没打算让里面的男人活下来。杂志刊登帕特里克·马尔伯勒（Patrick Marlborough）的评论，认为《怪形》是对“男子气概”的批判。怪形同化其他生物需要亲密、告解和共情，所谓的男子气概恰恰对这些不屑一顾。自傲和不断增长的低落情绪导致男人因害怕尴尬或暴露而无法面对真相。贝拉茨基进一步指出，麦克的观点最为偏执，而且完全没有情感依恋，所以他能成为英雄。但是，这种情绪最后又对他不利，他和查尔兹互不信任，尽管这时候不信任也没意义，两人也根本不了解对方。
（意为“书呆子”）网站的凯尔·安德森（Kyle Anderson）和《奇异地平线》（Strange Horizons）杂志的奥林·格雷（Orrin Gray）指出，《怪形》是作家霍华德·菲利普斯·洛夫克拉夫特笔下宇宙恐怖的典范，那些非人生物远古时就存在，它们也完全不在乎人类。宇宙恐怖还包含对失去人性或被吞噬的恐惧，不管是比喻他人性格大变，行事非人，还是真的被这些远古怪异巨兽直接吞食，或变成另一种生物。怪形已经超出人类的理解极限，拥有迅速摧毁地球所有生命的能力。洛夫克拉夫特笔下的怪物根本无法形容，人类虽能看到怪形，但它坐无常态，立无定形，超越人类知识领域。格雷认为，麦克代表好莱坞电影中更加传统的主角形象，布莱尔代表洛夫克拉夫特笔下的主角，屈从于对怪物的恐惧，被怪物本质代表的意义逼疯，最终转变成他所害怕的东西。
怪形从不说话，也没有通过任何方式表明行为动机，不达目的绝不罢休。格雷认为，怪形相当于对失去自我的恐惧。经过攻击和吞噬，它能完美模仿他人，记忆和行为习惯都不受影响，人被外星生命吸收后诞生复制品。极客巢穴（Den of Geek）刊登马克·哈里森（Mark Harrison）和瑞安·兰比（Ryan Lambie）的评论，称人性的本质是自由意志，片中人物的自由意志被怪形夺走，他们有可能根本不知道自己已被同化。1982年接受采访期间，面对《怪形》是像原著小说那样属“科学派”还是像《怪人》那样“反科学”的提问，卡本特回答“人类派”，因为“当人总比装成是人要强，这种能够操控我们的生物本质或许并不邪恶，但它只会简单地模仿，就像变色龙一样”。还有评论将片中验血的桥段与当时美国的艾滋病疫情联系起来，因为艾滋病也只能通过血检确认。
电影上映后，许多评论提出各种理论，解读片尾麦克与查尔兹模棱两可的结局。许多人认为查尔兹已被感染，理由是康迪曾表示，对于未受感染的角色，他有意对人物眼部提供微妙的照明提示，但查尔兹眼部没有这种照明。还有部分评论指出，身处寒冷环境的查尔兹却不会呼出白气。相比之下，麦克眼部有提示照明，呼吸时也有白气，但也有评论指出，这只是拍摄过程中出现技术问题所致。导演在制作期间曾考虑让麦克感染，电影的另一版结局显示麦克获救后验血，证明他未感染。对此罗素表示，分析这些镜头寻找所谓的线索纯属“本末倒置”。他与卡本特“在本片结局上投入大量时间，最终就是要让观众回到原点。故事的最后，大家什么都无法确定......我很喜欢这样的效果，多年过去，人们终于可以平静对待怪物的恐怖，给予本片应得的认可，看清电影真正的主题：偏执。”卡本特对此笑称：“我已经知道片尾谁是怪形，但我不告诉你。”

## 时间的考验

### 重新评估
电影上映多年后，本片逐渐获得影评人和影迷认可，他们将《怪形》重新评估为恐怖片的里程碑。1992年，彼得·尼科尔斯（Peter Nicholls）颇有先见地在评论中称赞《怪形》是“令人难忘的黑色电影，有可能被视为经典”。部分评论认为影片即便不是卡本特最优秀的作品，也一定名列前茅。约翰·肯尼斯·缪尔（John Kenneth Muir）赞扬本片是“卡本特最具成就，同时也是导演能力最被低估”的作品；影评人马特·佐勒·塞兹（Matt Zoller Seitz）宣称，《怪形》堪称“电影史上伟大而优雅的B级片”。
特雷斯·瑟曼（Trace Thurman）认为《怪形》是史上有数的优秀电影，《帝國雜誌》于2008年评选史上电影五百强，本片排在第289位，评价影片是“融无休止的悬念，足以伤害视网膜的视觉冲击，以及彻底而虚无的恐怖于一体的旷世杰作”。其他评论或认为这是史上难得的伟大恐怖片，或称其为恐怖经典。许多媒体将《怪形》评为1982年的电影杰作，如（“电影现场”）网站、网站和《娱乐周刊》。缪尔声称，1982年的电影市场竞争极其激烈，但《怪形》仍是这年最优秀的科幻恐怖片，甚至很可能整个80年代都没有对手。《综合》（Complex）杂志将本片排在20世纪80年代所有电影的第九位，称其为“史上最佳科幻恐怖重拍片”。《怪形》在许多媒体评选的最佳科幻片榜上位居前列，如网站排名第四（2016年），（“惊悚”）网站排第十二（2018年）、排第七（2020年）、《板岩》（Paste）杂志排第31（2018年）、《时尚先生》（2015年）和《大众机械》（Popular Mechanics，2017年）均排第32。此外，爛番茄网站根据评论平均打分将本片排在第76位。
《怪形》还登上许多媒体评选的最佳恐怖片排行傍，其中《波士頓環球報》（2007年）将本片排在第一位，恶心血腥（Bloody Disgusting，2018年）网站排第二，《帝国杂志》（2016年）第四，（2016年）第六，《帝国杂志》还将本片海报评为史上最佳海报第43位。2016年，英國電影協會评选外星人来访题材十佳电影，《怪形》榜上有名。《滚石》邀请读者投票评选史上最佳恐怖片，本片排名第九，还有许多评论将影片评为肉體恐怖片的典范之作。网站将影片结局选入史上最佳的25个电影结局。
根据爛番茄网站收集的64篇评论文章，《怪形》拥有84%的“新鲜度”，平均评分7.39（最高十分），网站的共识评述写道：“约翰·卡本特的《怪形》融强烈的戏剧张力和无与伦比的化妆特效于一体，是比20世纪50年代版本更严酷、更恐怖的科幻惊悚佳作”。根据13篇评论打出57分（最高100），代表“褒贬不一或中等评价”。
2011年，卡本特在接受采访时称，《怪形》就算不是他最满意的作品，也一定在前几位。谈到电影花这么长时间才得到大量观众认可，他唏嘘不已，还称：“如果《怪形》卖座，我的事业将完全不同，能够避免当年许多不得不做的选择。但是我需要工作安身立命，这并不是说后来拍的电影我都不喜欢，我喜欢《克麗絲汀魅力》（1983年）、《外星戀》（1984年）和《妖魔大鬧唐人街》（1986年）等所有电影的拍摄过程。但我的事业将完全不同。”

### 文化影响
《怪形》对流行文化影响很大，早在1998年就被视为邪典经典。许多媒体作品都有涉及本片的文化指涉，这其中既有电视剧（如《X档案》、《乃出個未來》和《怪奇物語》），又有电子游戏（如《生化危機4》和《古墓丽影III：劳拉的冒险》），还有电影（如《老師不是人》、《撕裂人》和《迷霧驚魂》）。电影参考丛书《有生之年非看不可的1001部电影》（1001 Movies You Must See Before You Die）称《怪形》是“20世纪80年代极具影响的恐怖片，一直被模仿，但极少被超越......很少有电影像它一样坚定地将肉与骨的断裂和扭曲转变成符合超现实主义美学的怪诞画面，永久提升电影恐怖的标准”。

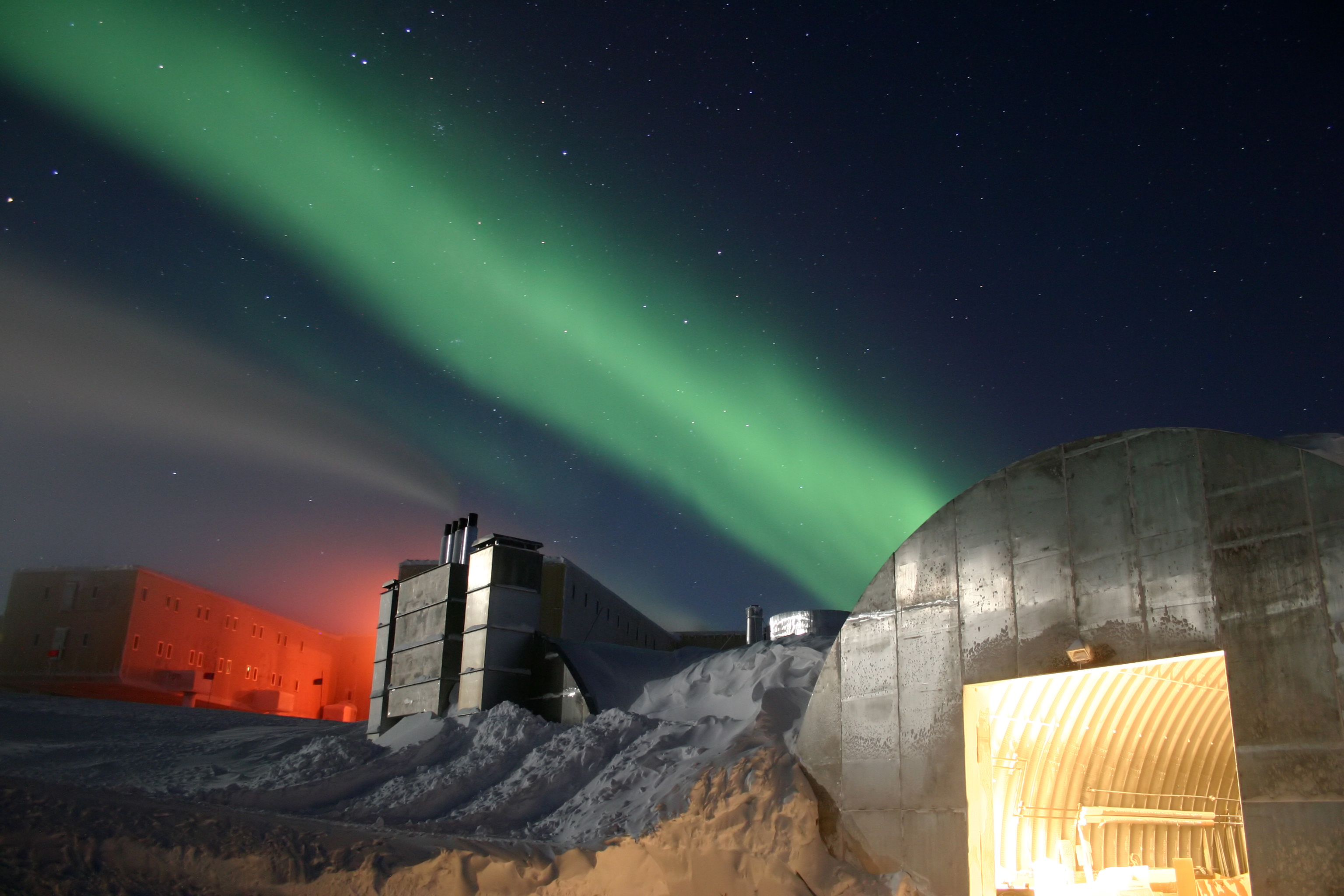
阿蒙森-史考特南極站每年都会放映《怪形》

许多电影人公开称赞《怪形》，称该片对他们的作品颇具影响，如吉勒摩·戴托羅、詹姆斯·狄莫納哥、J·J·艾布斯、尼尔·布洛姆坎普、大卫·罗伯特·米切尔、罗伯·哈迪（Rob Hardy）、史蒂芬·S·迪奈特，以及昆汀·塔伦蒂诺。2011年，《纽约时报》询问多位知名恐怖片电影人觉得哪部电影最恐怖，其中约翰·塞尔斯（John Sayles）和埃德加·赖特两人的回答都是《怪形》。2015年塔伦蒂诺的电影《八惡人》有多处意指《怪形》，例如同样由罗素主演，各人物同样限制在单一地点并重复偏执和不信任的主题，甚至电影中的部分镜头角度和画面布局都照搬卡本特与康迪的设计。莫里科内创作，但《怪形》中未采用的曲段重新用在《八恶人》中。塔伦蒂诺本人还称，《怪形》对他拍摄1992年的电影《落水狗》颇具启发。
2010年1月，《克拉克世界杂志》（Clarkesworld Magazine）出版彼得·沃茨（Peter Watts）的短篇小说《怪形》，从怪形角度叙述情节，对人类的敌对态度疑惑不解。小说获雨果奖最佳短篇小说奖提名。2017年，由350位画家共同创作的400页美术画册面世，所有画作灵感都源自《怪形》，书的前言由导演艾利·羅斯执笔，卡本特提供后记。
2007年，位于佛罗里达州奥兰多的环球影城举办万圣恐怖夜活动，包含根据电影设计的“怪形：同化”（The Thing: Assimilation）鬼屋旅游景点，其中既有卡在原地无法动弹的麦克和查尔兹，又有布莱尔怪形和科考站的犬舍。
每年二月，阿蒙森-史考特南極站都会放映《怪形》，代表寒冬的开始。为庆祝2022年电影上映40周年，有网站计划届时组织影迷前往位于不列颠哥伦经亚省的影片取景地点游览。

### 周边商品
1982年，艾伦·迪恩·福斯特将电影改写成小说并出版。小说根据早期剧本编写，内容与电影不完全一致。与电影相比，书中增加的情节包括麦克、本宁斯和查尔兹追逐被感染的狗冲入雪中，还明确说明纳尔斯因何失踪，被布莱尔怪形困住后，他宁愿自杀也不想被同化。
2000年，麦克法兰玩具推出两款“电影狂人”玩偶，分别是布莱尔怪形和诺里斯怪形，其中诺里斯怪形包括脱离躯体的头和蜘蛛状的腿。SOTA玩具发行玩具套件，其中包括麦克玩偶和根据片中犬舍制作的狗怪形，还有诺里斯怪形长有蜘蛛腿的头部。2017年，美国盟多与射线枪计划部合作推出《怪形：31号哨站感染》图版游戏，玩家可以选择化身片中人物或怪形，通过计谋和破坏取胜。

## 续作
黑马漫画至今已为《怪形》推出四部以麦克为主角的漫画续作，其中第一部《异世界怪形》（The Thing from Another World）分两部分，由查克·普法瑞（Chuck Pfarrer）创作，1991年12月发行，故事发生在电影情节过去24小时后。有报导称，普法瑞曾于20世纪90年代初向环球游业推介他的作品，希望能拍成电影的续集。接下来的续作分别是1992年7月面世，共分四部分的《异世界怪形：恐惧的气候》（The Thing from Another World: Climate of Fear），以及1993年12月问世，同样分四部分的《异世界怪形：永恒誓言》（The Thing from Another World: Eternal Vows）和《异世界怪形：可疑研究》（The Thing from Another World: Questionable Research）。1999年，卡本特表示尚未有拍摄续集的打算，但他称赞普法瑞的改编漫画值得拍成续集，他也有兴趣参与。电影同名游戏于2002年面世，提供Microsoft Windows、PlayStation 2和Xbox平台版本，获得普遍好评；游戏情节围绕美国军人在电影情节过去后前往展开调查。
2005年，Syfy电影频道计划制作四小时长的迷你剧集续作，由法蘭·達拉本特制片，大卫·莱斯利·约翰逊-麦戈德里克（David Leslie Johnson-McGoldrick）编剧。剧情讲述俄国小组发现麦克和查尔兹的尸体，还有怪形的残留。接下来的情节进展到23年后，怪形已经逃入墨西哥，人类试法围堵。的计划始终没有落实，环球影业决定如果要拍续作，就还是拍成长片电影。2011年10月，《怪形》前传《極地詭變》上映，全球票房2740万美元，评价褒贬不一，讲述挪威科考组发现怪形后发生的事。
2020年，环球影业和布倫屋製片公司宣布重拍卡本特版《怪形》的计划，据称新版将结合原著小说、《怪人》、《怪形》，以及原著小说扩展版本《冰冻地狱》 （Frozen Hell）的元素。
卡本特本人认为《怪形》是他的“启示录三部曲”第一弹，另外两部分别是1987年的《沉睡百萬年》和1994年的《戰慄黑洞》。虽然三部电影发行时间相隔多年，无论剧情、人物、摄制剧组乃至出品公司均无关联，但都是围绕宇宙恐怖、人类未知的实体，以及针对人类生命和自我意识的威胁展开。卡本特很喜欢洛夫克拉夫特的作品，三部电影都因此受到显著影响。

### 脚注
1. 1 2 3 4 5 6 7 8  Lambie 2018a.
2. 1 2 3 4 5 6 7  Lyttelton 2012.
3. ↑  Maçek III 2012.
4. 1 2  Manna 1982，第22頁.
5. ↑  Foster 1982b.
6. 1 2  Swires 1982c，第26頁.
7. ↑  French 2009.
8. 1 2 3 4 5 6 7 8 9 10 11 12 13 14 15 16  Bauer 1999.
9. 1 2  Tompkins 2015.
10. 1 2 3 4 5 6 7 8 9  Hemphill 2017.
11. 1 2 3 4 5  Cohen 2013.
12. 1 2 3 4 5 6 7 8 9 10 11  Freer 2016.
13. 1 2  Bloody Disgusting 2014.
14. 1 2 3 4  Abrams 2014.
15. 1 2  Cinephilia Beyond 2017.
16. 1 2 3 4 5  Swires 1982，第16頁.
17. 1 2 3  Swires 1982，第17頁.
18. 1 2 3  Billson 2009.
19. 1 2  Swires 1982，第19頁.
20. 1 2 3 4 5 6 7 8  Corrigan 2017.
21. 1 2 3  Cohen 2011b.
22. ↑  Swires 1982c，第27頁.
23. 1 2 3 4 5 6 7 8 9  Kirk 2011.
24. ↑  Cohen 2011c.
25. 1 2 3 4 5 6 7 8 9 10 11 12 13 14  Abrams 2016.
26. 1 2  Cohen 2012.
27. ↑  Cohen 2012b.
28. ↑  Cohen 2012c.
29. 1 2  Cohen 2012d.
30. 1 2 3 4 5 6  Beresford 2017.
31. ↑  Cohen 2012e.
32. 1 2 3 4 5 6 7  Canby 1982.
33. ↑  Crowe 1995.
34. ↑  Cohen 2011d.
35. ↑  Dowd 2017.
36. 1 2 3  GamesRadar+ 2008.
37. 1 2  The Official John Carpenter 2008.
38. 1 2 3 4 5  Swires 1982b，第38頁.
39. ↑  Swires 1982b，第39頁.
40. 1 2  Swires 1982c，第28頁.
41. 1 2 3 4 5 6 7 8  Menzies 2017.
42. 1 2  Lambie 2017a.
43. 1 2  Cohen 2011e.
44. 1 2 3 4 5  Mahon 2018.
45. 1 2  Cohen 2011f.
46. 1 2  Whittaker 2014.
47. 1 2 3 4  Evangelista 2017.
48. ↑  Fuiano & Curci 1994，第24頁.
49. 1 2  Fuiano & Curci 1994，第24–25頁.
50. 1 2  Jagernauth 2015.
51. ↑  Fuiano & Curci 1994，第25頁.
52. ↑  Twells 2013.
53. 1 2 3 4 5  Carlomagno 1982，第13頁.
54. 1 2 3 4  Carlomagno 1982，第14頁.
55. ↑  Svitil 1990.
56. 1 2 3  Martin 2018.
57. ↑  Carlomagno 1982，第16頁.
58. ↑  Cohen 2011g.
59. 1 2  Rosenbaum 1982.
60. ↑  Spry 2017b.
61. 1 2  Nugent & Dyer 2017.
62. ↑  Cohen 2011h.
63. 1 2 3  Cohen 2011.
64. ↑  Stein 1982.
65. 1 2  Box Office 2018.
66. 1 2  Box Office Mojo 1982.
67. ↑  BOMWeeks 1982.
68. ↑  BOM1982 1982.
69. 1 2 3  Fried 2017.
70. ↑  Bacle 2014.
71. ↑  BomBladeRunner 2018.
72. ↑  Rothkopf 2018.
73. ↑  Billson 1997，第8, 10頁.
74. ↑  Lambie 2018b.
75. 1 2 3 4 5 6 7 8  Arnold 1982.
76. 1 2 3 4 5 6 7 8  Spencer 1982，第69頁.
77. 1 2 3 4 5 6 7  Denby 1982，第53–54頁.
78. 1 2 3 4 5  Ansen 1982.
79. 1 2  Gross 1982.
80. 1 2  Kehr 1982.
81. 1 2 3 4 5 6  Ebert 1982.
82. 1 2 3 4 5  Schickel 1982.
83. 1 2 3 4  Variety 1981.
84. 1 2  Hardy 1984，第378頁.
85. ↑  UPI 1983.
86. ↑  Saturn Awards 1982.
87. ↑  Lambie 2014.
88. ↑  Leitch & Grierson 2017.
89. ↑  Paul 2017.
90. ↑  Foster 1982b，第83頁.
91. ↑  Foster 1982b，第87頁.
92. ↑  LATMay83 1983，第38頁.
93. ↑  Lambie 2017b.
94. ↑  Deadline 2014.
95. ↑  Schedeen 2017.
96. ↑  Anderson 2008.
97. ↑  MediaDVDAmazon 2018.
98. ↑  Henderson 2004.
99. ↑  MediaAmazonHD06 2018.
100. ↑  MediaAllMov 2018.
101. ↑  MediaIGN08 2008a.
102. ↑  Liebman 2008.
103. 1 2  Hunter 2016.
104. ↑  Spry 2017a.
105. ↑  Hammond 2014.
106. ↑  Music1991A 2018.
107. ↑  AICNHowarth 2011.
108. ↑  Lozano 2017.
109. ↑  Roffman 2020.
110. 1 2 3  Berlatsky 2011.
111. 1 2  Taylor 2016.
112. 1 2 3  Tallerico 2017.
113. 1 2  Lingan 2010.
114. ↑  Vlastelica 2017.
115. 1 2  Marlborough 2016.
116. 1 2  Clarkson Fisher 2017.
117. 1 2 3 4  Grey 2011.
118. 1 2  Anderson, K 2017.
119. ↑  Harrison 2016a.
120. ↑  Harrison 2016b.
121. ↑  Lambie 2012.
122. ↑  Murphy 2018.
123. 1 2  Bradley 2016.
124. ↑  Eddy 2016.
125. ↑  Glicksman 2017.
126. ↑  Kim 2012.
127. 1 2 3  Rome 2013.
128. ↑  Nicholls 2016.
129. ↑  Anderson, K 2015.
130. ↑  O'Neill 2013.
131. 1 2 3  Muir 2013，第285頁.
132. ↑  Zoller Seitz 2016.
133. 1 2 3  Thurman 2017.
134. ↑  Empire500 2008.
135. 1 2  LegBoston 2007.
136. 1 2  Greene 2014.
137. ↑  Filmsite 2018.
138. ↑  Filmcom 2018.
139. ↑  Barone 2013.
140. ↑  LegacyIGN 2016.
141. ↑  Fischer 2018.
142. ↑  LegacyGR 2020.
143. ↑  Paste 2018.
144. ↑  Hoffman 2015.
145. ↑  Hoffman & Kelly 2017.
146. ↑  LegacyRT 2017.
147. ↑  Thurman 2018.
148. ↑  Williams 2016.
149. ↑  Huddleston 2016.
150. ↑  O'Callaghan 2016.
151. ↑  Faulkner 2017.
152. ↑  Peitzman 2014.
153. ↑  Smith 2000.
154. ↑  Barone 2014a.
155. ↑  Edwards 2019.
156. ↑  RottenTomatoes 2018.
157. ↑  RevMeta 2018.
158. ↑  Adams 2011.
159. ↑  Scheider 2013.
160. ↑  Nordine 2016.
161. ↑  Lambie 2016.
162. ↑  Boucher 2011.
163. ↑  Liptak 2017.
164. ↑  Taylor 2015.
165. ↑  Hemphill 2015.
166. ↑  Meslow 2018.
167. 1 2  Horton 2016.
168. ↑  Zinoman 2011.
169. ↑  Watts 2010.
170. ↑  Eddy 2017.
171. ↑  Brigante 2011.
172. ↑  Phalin 2008.
173. ↑  McLane 2013.
174. ↑  Spry 2017c.
175. ↑  Cohen 2012f.
176. ↑  Foster 1982a，第99–114頁.
177. ↑  Foster 1982a，第189–190頁.
178. ↑  MerchBlair 2018.
179. ↑  MerchNorris 2018.
180. ↑  MerchSota1 2005.
181. ↑  Woods 2014.
182. ↑  Penzey 2017.
183. ↑  Rife 2017.
184. 1 2 3  Turke 2011.
185. ↑  Dark Horse 2018a.
186. ↑  Dark Horse 2018b.
187. ↑  Dark Horse 2018c.
188. ↑  Goodreads 2018.
189. ↑  Metacriticgame 2002.
190. ↑  MetacriticgamePC 2002.
191. ↑  John Agnello 2016.
192. ↑  Sauriol 2009.
193. ↑  Box Office Mojo 2011.
194. ↑  Metacritic 2011.
195. 1 2  Lambie 2011.
196. ↑  Paul 2011.
197. ↑  Ankers 2020.
198. ↑  Topolsky 2012.

### 书籍、杂志和期刊
- Meslow, Scott. . GQ. 2018-03-23  [2020-09-20]. （原始内容存档于2020-07-13）.
- Scheider, Steven Jay. . Murdoch Books Pty Limited. 2013: 681. ISBN 978-0-7641-6613-6.
- Billson, Anne. . British Film Institute. 1997. ISBN 978-0851705668.
- Foster, Alan Dean. . Bantam Books. 1982  [2020-09-19]. ISBN 978-0-553-20477-3. （原始内容存档于2020-10-09）.
- Hardy, Phil (编). . New York : Morrow. 1984  [2020-09-20]. ISBN 978-0-688-00842-0.
- Muir, John Kenneth. . McFarland & Company. 2013  [2020-09-20]. ISBN 9780786455010. （原始内容存档于2020-10-09）.
- Menzies, James L. . Mental Floss. 2017-06-25  [2020-09-20]. （原始内容存档于2020-08-30）.
- Huddleston, Tom. . Time Out. 2016-09-19  [2020-09-20]. （原始内容存档于2020-07-09）.
- Lingan, John. . Slant Magazine. 2010-08-04  [2020-09-20]. （原始内容存档于2019-07-09）.
- Hoffman, Jordan; Kelly, Tiffany. . Popular Mechanics. 2017-05-01  [2020-09-20]. （原始内容存档于2020-07-05）.
- Maçek III, J.C. . PopMatters. 2012-11-21  [2020-09-20]. （原始内容存档于2020-08-15）.
- Murphy, Sean. . PopMatters. 2018-03-18  [2020-09-20]. （原始内容存档于2019-08-05）.
- Rife, Katie. . The A.V. Club. 2017-07-19  [2020-09-20]. （原始内容存档于2020-07-12）.
- Rome, Emily. . Entertainment Weekly. 2013-05-03  [2015-01-03]. （原始内容存档于2015-01-03）.
- Rome, Emily. . Entertainment Weekly. 2013-05-03  [2020-09-20]. （原始内容存档于2019-07-08）.
- Nugent, John; Dyer, James. . Empire. 2017-10-19  [2020-09-20]. （原始内容存档于2019-12-09）.
- Penzey, Caitlin. . The A.V. Club. 2017-12-14  [2020-09-20]. （原始内容存档于2020-07-14）.
- Roffman, Michael. . Consequence of Sound. 2020-04-09  [2020-09-20]. （原始内容存档于2020-05-01）.
- Rothkopf, Joshua. . Time Out. 2018  [2016-04-27]. （原始内容存档于2016-04-27）.
- Tompkins, Dave. . The Paris Review. 2015-03-04  [2020-09-20]. （原始内容存档于2020-04-22）.
- Vlastelica, Ryan. . The A.V. Club. 2017-10-25  [2020-09-20]. （原始内容存档于2020-06-03）.
- Watts, Peter. . Clarkesworld Magazine. 2010-01  [2020-09-20]. （原始内容存档于2016-09-07）.
- Williams, Owen. . Empire. 2016-09-16  [2020-09-18]. （原始内容存档于2020-03-22）.
- Variety. . Variety. 1981-12-31  [2020-09-18]. （原始内容存档于2019-12-05）.
- Twells, John. . Fact. 2013-10-31  [2020-09-18]. （原始内容存档于2019-09-14）.
- Adams, Sam. . The A.V. Club. 2011-11-04  [2020-09-19]. （原始内容存档于2020-07-19）.
- Bacle, Ariana. . Entertainment Weekly. 2014-04-22  [2020-09-19]. （原始内容存档于2019-08-05）.
- Ansen, David. . Newsweek (New York). 1982-06-28  [2020-09-19]. OCLC 463876256. （原始内容存档于2020-10-09）.
- Barone, Matt. . Complex. 2013-08-12  [2020-09-19]. （原始内容存档于2020-07-05）.
- Barone, Matt. . Complex. 2014-08-22  [2020-09-19]. （原始内容存档于2020-07-08）.
- Bauer, Erik. . Creative Screenwriting. 1999-01  [2020-09-19]. （原始内容存档于2019-03-30）.
- . Empire. 2008  [2015-09-24]. （原始内容存档于2015-09-24）.
- Canby, Vincent. . The New York Times. 1982-06-25: C14  [2020-09-19]. （原始内容存档于2020-09-15）.
- Carlomagno, Ellen. . Fangoria. No. 021. 1982-08  [2020-09-19].
- Smith, Adam. . Empire. 2000-01-01  [2020-09-19]. （原始内容存档于2020-07-08）.
- Spencer, Alan. . Starlog. No. 64. 1982-11. OCLC 932845198.
- Schickel, Richard. . Time. 1982-06-28  [2020-09-19]. （原始内容存档于2020-01-09）.
- Swires, Steve. . Starlog. No. 58. 1982-05. OCLC 932845198.
- Swires, Steve. . Starlog. No. 59. 1982-06  [2020-09-19]. OCLC 932845198.
- Swires, Steve. . Starlog. No. 60. 1982-07  [2020-09-19]. OCLC 932845198.
- . Paste. 2018-11-13  [2020-09-19]. （原始内容存档于2020-06-15）.
- Berlatsky, Noah. . The Atlantic. 2011-10-13  [2020-09-19]. （原始内容存档于2020-06-03）.
- Clarkson Fisher, Daniel. . Diabolique. 2017-08-13  [2020-09-19]. （原始内容存档于2020-06-12）.
- Kim, Wook. . Time. 2012-08-10  [2020-09-19]. （原始内容存档于2019-12-02）.
- John Agnello, Anthony. . The A.V. Club. 2016-10-27  [2020-09-19]. （原始内容存档于2020-07-11）.
- Fried, Christopher. . The Federalist. 2017-07-21  [2020-09-19]. （原始内容存档于2019-10-16）.
- Fuiano, Claudio; Curci, Loris. . Fangoria. No. 135. 1994-08. OCLC 46637019.
- Glicksman, Josh. . Entertainment Weekly. 2017-10-20  [2020-09-19]. （原始内容存档于2019-07-08）.
- Denby, David. . New York. 1982-06-28, 15 (26)  [2020-09-19]. OCLC 29827364. （原始内容存档于2015-05-19）.
- Dowd, A.A. . The A.V. Club. 2017-11-02  [2020-09-19]. （原始内容存档于2019-11-12）.
- Greene, Andy. . Rolling Stone. 2014-10-08  [2020-09-20]. （原始内容存档于2020-03-05）.
- Grey, Orrin. . Strange Horizons. 2011-10-24  [2020-09-20]. （原始内容存档于2019-10-27）.
- Henderson, Eric. . Slant Magazine. 2004-10-30  [2020-09-20]. （原始内容存档于2020-04-22）.
- Hoffman, Jordan. . Esquire. 2015-10-12  [2020-09-20]. （原始内容存档于2018-02-04）.
- Marlborough, Patrick. . Vice. 2016-08-29  [2020-09-20]. （原始内容存档于2020-06-03）.

### 报纸和新闻稿
- O'Neill, Phelim. . The Telegraph. 2013-10-31  [2020-09-20]. （原始内容存档于2019-11-19）.
- . The Boston Globe. 2019-10-31  [2020-09-19]. （原始内容存档于2020-10-09）.
- Zinoman, Jason. . The New York Times. 2011-08-19  [2020-09-18]. （原始内容存档于2019-08-26）.
- Whittaker, Richard. . The Austin Chronicle. 2014-05-10  [2020-09-18]. （原始内容存档于2020-05-24）.
- McLane, Marie. . The Antarctic Sun. 2013-03-08  [2020-09-20]. （原始内容存档于2020-08-17）.
- Lozano, Kevin. . Los Angeles Times. 2017-02-14  [2020-09-20]. （原始内容存档于2020-04-22）.
- . United Press International. 1983  [2020-09-18]. （原始内容存档于2019-03-30）.
- Abrams, Simon. . LA Weekly. 2016-10-13  [2020-09-19]. （原始内容存档于2019-03-30）.
- Arnold, Gary. . The Washington Post. 1982-06-25  [2020-09-19]. （原始内容存档于2018-04-23）.
- Stein, Elliott. . The New York Times. 1982-06-20: 21  [2020-09-19]. （原始内容存档于2018-08-03）.
- Svitil, Torene. . Los Angeles Times. 1990-06-06  [2020-09-19]. OCLC 78230037. （原始内容存档于2020-04-22）.
- Billson, Anne. . The Guardian. 2009-08-27  [2020-09-19]. （原始内容存档于2020-09-04）.
- Bradley, Bill. . HuffPost. 2016-05-01  [2020-09-19]. （原始内容存档于2020-07-14）.
- Kehr, Dave. . Chicago Reader. 1982  [2020-09-19]. （原始内容存档于2020-06-05）.
- . Calendar. Los Angeles Times (Los Angeles). 1983-05-08. OCLC 78230037.
- Crowe, Jerry. . Los Angeles Times. 1995-06-24  [2020-09-19]. OCLC 78230037. （原始内容存档于2019-08-05）.
- Foster, David. . Calendar. Los Angeles Times (Los Angeles). 1982b. OCLC 78230037.
- Freer, Ian. . The Telegraph. 2016-01-07  [2020-09-19]. （原始内容存档于2019-08-05）.
- French, Philip. . The Guardian. 2009-08-27  [2020-09-19]. （原始内容存档于2020-04-22）.
- . Dark Horse Comics.   [2020-09-19]. （原始内容存档于2020-07-11）.
- . Dark Horse Comics. 2018  [2020-09-19]. （原始内容存档于2020-07-11）.
- . Dark Horse Comics.   [2020-09-19]. （原始内容存档于2020-07-13）.
- Gross, Linda. . Los Angeles Times (Los Angeles). 1982-06-25  [2020-09-20]. OCLC 78230037. （原始内容存档于2020-10-09）.
- Hammond, James. . The Vinyl Factory. 2014-08-22  [2020-09-20]. （原始内容存档于2020-06-18）.
- Manna, Sal. . Calendar. Los Angeles Times (Los Angeles). 1982-08-22. OCLC 78230037.

### 网页、电视和家用媒体
- Faulkner, Jason. . Syfy. 2017-10-31  [2020-09-20]. （原始内容存档于2020-08-28）.
- . Film.com. 2018  [2011-03-17]. （原始内容存档于2011-03-17）.
- . Filmsite.org. 2018  [2020-09-20]. （原始内容存档于2020-09-18）.
- Fischer, Russ. . Thrillist. 2018-01-04  [2020-09-20]. （原始内容存档于2020-07-06）.
- Zoller Seitz, Matt. . RogerEbert.com. 2016-10-09  [2020-09-18]. （原始内容存档于2020-08-20）.
- Woods, Kevin. . JoBlo.com. 2014-05-03  [2020-09-18]. （原始内容存档于2020-07-12）.
- Abrams, Simon. . Vulture.com. 2014-09-26  [2020-08-31]. （原始内容存档于2019-11-15）.
- . Ain't It Cool News. 2011-10-15  [2020-09-19]. （原始内容存档于2020-06-03）.
- Anderson, K. . Nerdist. 2015-01-19  [2018-07-15]. （原始内容存档于2018-02-12）.
- Anderson, K. . Nerdist. 2017-06-19  [2020-09-19]. （原始内容存档于2020-05-24）.
- Anderson, Martin. . Den of Geek. 2008-06-03  [2020-09-19]. （原始内容存档于2020-06-03）.
- Ankers, Adele. . IGN. 2020-01-28  [2020-09-19]. （原始内容存档于2020-08-28）.
- Eddy, Cheryl. . io9. 2017-04-07  [2020-09-19]. （原始内容存档于2020-07-10）.
- Eddy, Cheryl. . io9. 2013-05-03  [2020-09-19]. （原始内容存档于2020-09-08）.
- Edwards, Rich. . GamesRadar+. 2019-08-15  [2020-09-19]. （原始内容存档于2020-01-10）.
- Turke, Ryan. . ComingSoon.net. 2011-09-30  [2020-09-19]. （原始内容存档于2020-03-23）.
- Spry, Jeff. . Syfy. 2017-07-17  [2020-09-19]. （原始内容存档于2020-08-03）.
- Sauriol, Patrick. . Corona's Coming Attractions. 2009-02-16  [2020-09-19]. （原始内容存档于2016-03-07）.
- Schedeen, Jesse. . Moviefone. 2017-06-25  [2020-09-19]. （原始内容存档于2020-09-05）.
- Spry, Jeff. . Syfy. 2017-06-25  [2020-09-19]. （原始内容存档于2020-09-05）.
- Spry, Jeff. . Syfy. 2017-06-30  [2020-09-19]. （原始内容存档于2020-07-13）.
- Tallerico, Brian. . RogerEbert.com. 2017-10-31  [2020-09-19]. （原始内容存档于2020-08-12）.
- Paul, Zachary. . Bloody Disgusting. 2011-10-07  [2020-09-19]. （原始内容存档于2020-09-14）.
- Paul, Zachary. . Bloody Disgusting. 2017-06-25  [2020-09-19]. （原始内容存档于2020-05-11）.
- Beresford, Jack. . Screen Rant. 2017-05-10  [2020-09-19]. （原始内容存档于2019-03-30）.
- Brad Miska. . Bloody Disgusting. 2014-10-01  [2020-09-19]. （原始内容存档于2020-02-29）.
- . Box Office Mojo. 1982  [2020-09-19]. （原始内容存档于2020-09-15）.
- . Box Office Mojo. 2018  [2020-09-19]. （原始内容存档于2020-08-04）.
- . Box Office Mojo. 1982  [2020-09-19]. （原始内容存档于2020-04-09）.
- Boucher, Geoff. . Pitchfork. 2011-04-22  [2018-08-26]. （原始内容存档于2018-08-26）.
- . Box Office Mojo.   [2018-07-02]. （原始内容存档于2018-07-02）.
- . Box Office Mojo.   [2020-09-19]. （原始内容存档于2020-02-15）.
- Brigante, Ricky. . InsidetheMagic.com. 2011-07-19  [2020-09-19]. （原始内容存档于2020-08-24）.
- . Cinephilia & Beyond. 2017-11-02  [2020-09-19]. （原始内容存档于2020-05-24）.
- . Box Office Mojo.   [2020-09-19]. （原始内容存档于2020-07-16）.
- Jagernauth, Kevin. . IndieWire. 2015-12-11  [2020-09-19]. （原始内容存档于2020-08-17）.
- Kirk, Jeremy. . Film School Rejects. 2011-07-13  [2020-09-19]. （原始内容存档于2020-06-03）.
- Lambie, Ryan. . Den of Geek. 2011-11-28  [2020-09-19]. （原始内容存档于2020-07-12）.
- Lambie, Ryan. . Den of Geek. 2012-06-26  [2020-09-19]. （原始内容存档于2020-07-04）.
- Lambie, Ryan. . Den of Geek. 2014-01-22  [2020-09-19]. （原始内容存档于2020-01-28）.
- Lambie, Ryan. . Den of Geek. 2016-02-17  [2020-09-19]. （原始内容存档于2020-05-19）.
- Lambie, Ryan. . Den of Geek. 2017-11-09  [2020-09-19]. （原始内容存档于2020-03-31）.
- Lambie, Ryan. . Den of Geek. 2017-06-26  [2020-09-19]. （原始内容存档于2020-09-07）.
- Lambie, Ryan. . Den of Geek. 2018-01-04  [2020-09-19]. （原始内容存档于2020-09-07）.
- Lambie, Ryan. . Den of Geek. 2018-02-16  [2020-09-19]. （原始内容存档于2020-06-20）.
- Cohen, Stuart. . The Original Fan. blogspot.co.uk. 2011-12-06  [2018-05-02]. （原始内容存档于2018-05-02）.
- Cohen, Stuart. . The Original Fan. 2011-10-28  [2018-02-14]. （原始内容存档于2018-02-14）.
- Cohen, Stuart. . The Original Fan. 2011-11-02  [2018-02-14]. （原始内容存档于2018-02-14）.
- Cohen, Stuart. . The Original Fan. 2011-12-06  [2018-04-05]. （原始内容存档于2018-04-05）.
- Cohen, Stuart. . The Original Fan. 2011-10-06  [2018-05-07]. （原始内容存档于2018-05-07）.
- Cohen, Stuart. . The Original Fan. 2011-10-02  [2018-05-20]. （原始内容存档于2018-05-20）.
- Cohen, Stuart. . The Original Fan. 2011-09-28  [2018-05-02]. （原始内容存档于2018-05-02）.
- Cohen, Stuart. . The Original Fan. 2011-12-06  [2018-02-15]. （原始内容存档于2018-02-15）.
- Cohen, Stuart. . The Original Fan. 2012-04-07  [2018-05-07]. （原始内容存档于2018-05-07）.
- Cohen, Stuart. . The Original Fan. 2012-04-07  [2018-02-14]. （原始内容存档于2018-02-14）.
- Cohen, Stuart. . The Original Fan. 2012-09-13  [2018-05-02]. （原始内容存档于2018-05-02）.
- Cohen, Stuart. . The Original Fan. 2012-04-07  [2018-02-14]. （原始内容存档于2018-02-14）.
- Cohen, Stuart. . The Original Fan. 2012-04-07  [2018-05-07]. （原始内容存档于2018-05-07）.
- Cohen, Stuart. . The Original Fan. 2012-04-05  [2018-02-20]. （原始内容存档于2018-02-20）.
- Cohen, Stuart. . The Original Fan. 2013-06-25  [2018-05-02]. （原始内容存档于2018-05-02）.
- Corrigan, Kalyn. . Collider. 2017-10-31  [2020-09-19]. （原始内容存档于2020-01-08）.
- . GamesRadar+. 2008-10-10  [2020-09-19]. （原始内容存档于2019-03-30）.
- . Goodreads.   [2020-09-19]. （原始内容存档于2019-03-30）.
- Hunter, Rob. . Film School Rejects. 2016-10-10  [2020-09-19]. （原始内容存档于2020-06-03）.
- Leitch, Will; Grierson, Tim. . Vulture.com. 2017-09-06  [2020-09-19]. （原始内容存档于2020-08-07）.
- Liebman, Martin. . Blu-ray.com. 2008-09-23  [2020-09-19]. （原始内容存档于2019-12-23）.
- . IGN. 2016  [2020-09-19]. （原始内容存档于2020-07-06）.
- . Rotten Tomatoes. 2017  [2020-09-19]. （原始内容存档于2020-09-05）.
- . Deadline Hollywood. 2014-10-31  [2020-06-22]. （原始内容存档于2020-06-22）.
- Ebert, Roger. . RogerEbert.com. 1982-01-01  [2020-09-20]. （原始内容存档于2020-01-09）.
- Evangelista, Chris. . /Film. 2017-10-19  [2020-09-20]. （原始内容存档于2020-07-08）.
- Harrison, Mark. . Den of Geek. 2016-01-29  [2020-09-20]. （原始内容存档于2020-04-23）.
- Harrison, Mark. . Den of Geek. 2016-01-29  [2016-01-30]. （原始内容存档于2016-01-30）.
- Hemphill, Jim. . The American Society of Cinematographers. 2015  [2018-02-14]. （原始内容存档于2018-02-14）.
- Hemphill, Jim. . The American Society of Cinematographers. 2017-10-29  [2020-09-20]. （原始内容存档于2020-06-25）.
- Thurman, Trace. . Bloody Disgusting. 2018-02-20  [2020-09-20]. （原始内容存档于2020-07-08）.
- Topolsky, Joshua. . The Verge. 2012-09-02  [2020-09-20]. （原始内容存档于2020-07-02）.
- . Rotten Tomatoes. 2018  [2020-09-20]. （原始内容存档于2020-08-21）.
- Taylor, Drew. . IndieWire. 2015-03-12  [2020-09-20]. （原始内容存档于2020-07-11）.
- Taylor, Michael Edward. . Screen Rant. 2016-08-29  [2020-09-20]. （原始内容存档于2020-06-03）.
- . The Official John Carpenter. 2008  [2015-11-18]. （原始内容存档于2015-11-18）.
- Thurman, Trace. . Bloody Disgusting. 2017-06-25  [2020-09-20]. （原始内容存档于2020-08-18）.
- Saturn Awards. . saturnawards.org. Academy of Science Fiction, Fantasy and Horror Films. 1982  [2020-09-20]. （原始内容存档于2018-02-24）.
- Rosenbaum, Jonathan. . JonathanRosenbaum.net. 1982-07-10  [2020-09-20]. （原始内容存档于2019-03-30）.
- Martin, Michael. . Stan Winston School. 2018-02-28  [2020-09-20]. （原始内容存档于2019-03-30）.
- O'Callaghan, Paul. . British Film Institute. 2016-11-04  [2020-09-20]. （原始内容存档于2020-08-14）.
- Peitzman, Louis. . BuzzFeed. 2014-11-26  [2020-09-20]. （原始内容存档于2020-07-07）.
- Phalin, Mike. . Dread Central. 2008-09-28  [2020-09-20]. （原始内容存档于2020-07-11）.
- . Metacritic. 2018  [2020-09-20]. （原始内容存档于2020-07-27）.
- . Metacritic. 2011  [2020-09-20]. （原始内容存档于2020-07-12）.
- . Metacritic. 2002  [2020-09-20]. （原始内容存档于2020-07-25）.
- . Metacritic. 2002  [2020-09-20]. （原始内容存档于2020-08-25）.
- . AllMusic. 2018  [2020-09-20]. （原始内容存档于2020-06-03）.
- Horton, H. Perry. . Film School Rejects. 2016-11-18  [2020-09-20]. （原始内容存档于2020-07-10）.
- Liptak, Andrew. . The Verge. 2017-07-12  [2020-09-20]. （原始内容存档于2020-07-10）.
- Lyttelton, Oliver. . IndieWire. 2012-06-25  [2020-09-20]. （原始内容存档于2020-05-11）.
- Mahon, Christopher. . Syfy. 2018-01-16  [2020-09-20]. （原始内容存档于2020-09-01）.
- . AllMovie.   [2020-09-20]. （原始内容存档于2020-06-03）.
- . Amazon. 2018  [2020-09-20]. （原始内容存档于2017-09-30）.
- . IGN. 2008-09-29  [2020-09-20]. （原始内容存档于2020-06-08）.
- Wilford Brimley, T.K. Carter, Keith David, David Clennon, Richard A. Dysart, Kurt Russell, The Thing, Richard Masur, Michael Matessino (Writer), David Foster (Producer), Larry J. Franco (Producer), Lawrence Turman (Producer), Bill Lancaster (Writer). . 2018. ISBN 978-0783227504.
- Nordine, Michael. . IndieWire. 2016-05-23  [2020-09-20]. （原始内容存档于2020-09-17）.
- Nicholls, Peter. . The Encyclopedia of Science Fiction. 2016-06-28  [2020-09-20]. （原始内容存档于2019-09-15）.
- . McFarlane Toys. 2018  [2020-09-20]. （原始内容存档于2011-09-29）.
- . McFarlane Toys. 2018  [2020-09-20]. （原始内容存档于2011-09-29）.
- . Ain't It Cool News. 2005-02-27  [2020-09-20]. （原始内容存档于2020-07-08）.
- Jack Shepherd; GamesRadar Staff. . GamesRadar+. 2020-05-13  [2020-09-20]. （原始内容存档于2020-08-21）.